# Bayons
Bayons est une commune française, située dans le département des Alpes-de-Haute-Provence en région Provence-Alpes-Côte d'Azur.
Commune de moyenne montagne située dans le massif des Monges, Bayons est formée de la réunion des quatre communes d’Astoin, Bayons, Esparron-la-Bâtie et Reynier en 1973. Elle est située dans une région au relief tourmenté, dont le climat possède des caractéristiques difficiles tenant du climat méditerranéen (sécheresse, pluies irrégulières et violentes) et du climat montagnard (froid et neige l’hiver), et parcourue de torrents violents. L’agriculture y a de tous temps été difficile. La population des quatre communes atteint son maximum en 1836, avec 1 625 habitants ; un siècle et demi plus tard, la perte de 90 % de cette population, due à l’exode rural qui commence plus tôt et a plus d’ampleur dans ces quatre communes que dans le reste du département, pousse le gouvernement à proposer la fusion, qui a lieu le 1er avril 1973. Depuis, la population a presque doublé : aux exploitations agricoles qui ont pu se maintenir, utilisant parfois des labels de qualité régionaux, l’économie communale a associé le tourisme, mais la majorité des habitants de la commune travaillent à l’extérieur.
Ses habitants sont appelés les Bayonnais,.

## Géographie

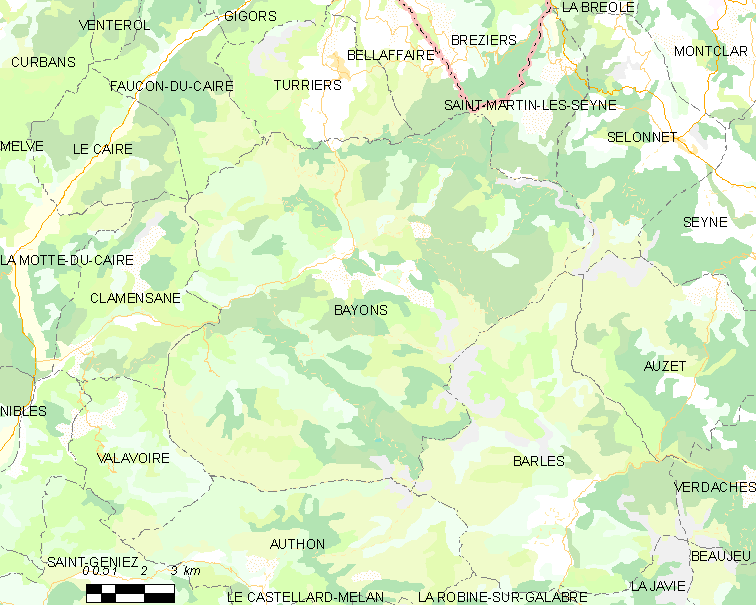
Bayons et les communes voisines (cliquez sur la carte pour accéder à une grande carte avec la légende).

Les communes limitrophes de Bayons sont Turriers, Bellaffaire, Clamensane, Saint-Martin-lès-Seyne, Selonnet, Barles, Authon, Valavoire, Le Caire et Faucon-du-Caire.
Le site de Bayons est formé par un vaste cirque, cerné de hautes montagnes, et où coule le Sasse, qui en sort par une clue étroite. Les anciennes communes rattachées à Bayons en 1974 sont implantées dans des vallons parallèles entre eux, perpendiculaires au cours du Sasse et en aval de Bayons, sauf Astoin.

### Géologie

Massif des Alpes et localisation des Préalpes de Digne

Le territoire se situe entre trois formations géologiques majeures des Alpes :
- la nappe de Digne à l'est[5], au niveau du lobe de Valavoire[6] : il s'agit d'une nappe de charriage, c'est-à-dire d'une dalle épaisse de près de 5 000 m qui s'est déplacée vers le sud-ouest durant l'Oligocène et la fin de la formation des Alpes. Les lobes (ou écailles) correspondent à la bordure découpée à l'ouest de la nappe ;
- la faille de la Durance au sud-ouest, dans la vallée ;
- le plateau de Valensole au sud-est : bassin molassique du Miocène et du Pliocène composé de roches sédimentaires détritiques (dépôts liés à l'érosion des montagnes apparues à l'Oligocène).

Lors des deux dernières grandes glaciations, la glaciation de Riss et la glaciation de Würm, plusieurs petits glaciers sont présents dans la commune. Un glacier occupe le versant nord de la Tête des Monges. Lors de la glaciation de Riss, une diffluence du glacier de la Durance franchit le col des Sagnes et descend jusqu’à la vallée du Sasse. Lors de la glaciation de Würm, il est moins étendu et atteint seulement les Tourniquets. C’est à cette période glaciaire que sont attribuées les formations de gypse triasique et de moraines qui rendent le terrain instable dans cette partie de la vallée. Une autre diffluence rissienne parvient dans la partie supérieure du torrent de Trente Pas, qui ne se reproduit pas lors de la glaciation de Würm.

### Relief
Le relief de la commune de Bayons est un relief de moyenne montagne, peu élevé mais très compartimenté, ce qui rend les communications difficiles. Il a en partie été façonné par les glaciers. L’élément structurant est la vallée du Sasse, qui draine plusieurs bassins séparés par des cluses.

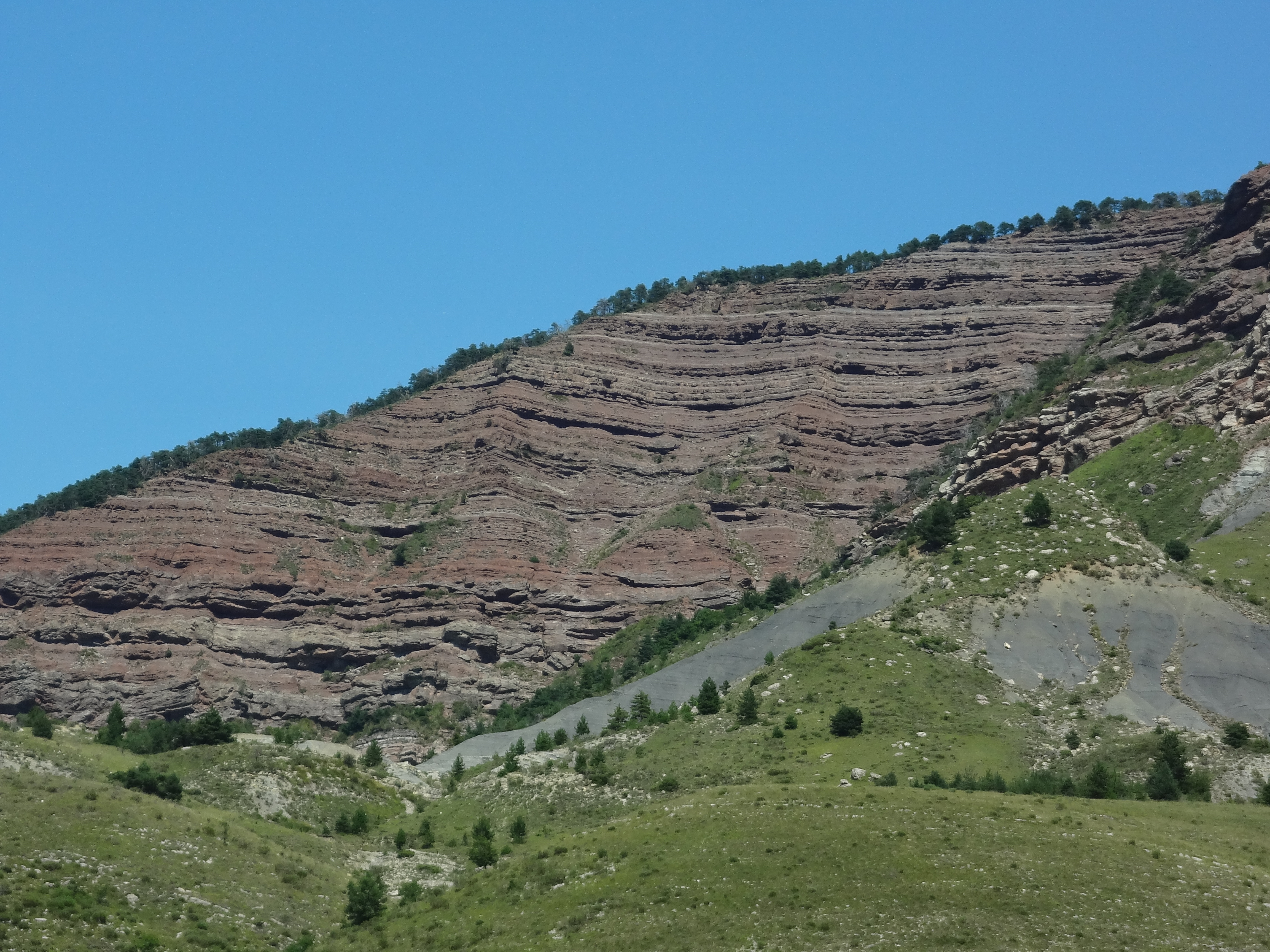
Montagne de couleur rouge dans la vallée de Reynier.

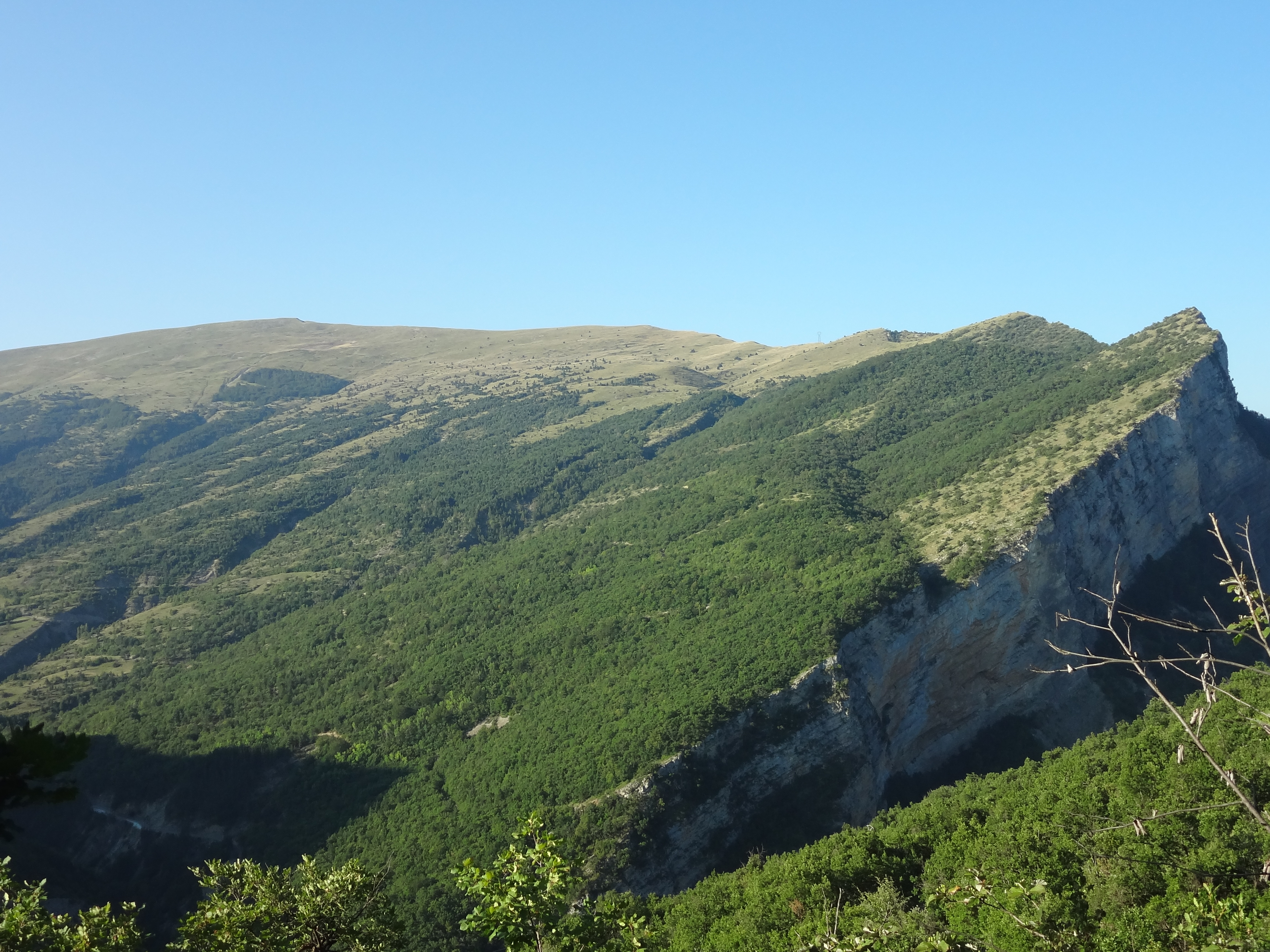
Montagne de Reynier (1387 m).

Le plus méridional de ces bassins correspond à l’ancienne commune de Reynier, de forme semi-circulaire et dont le diamètre serait tourné vers le nord-est. Ce diamètre est une crête de montagnes culminant entre 1 200 m et 1 700 m et séparant le bassin de Reynier de la vallée d’Esparron-la-Bâtie, avec du nord au sud :
- le Pategue (1 282 m) ;
- la crête de Charène ;
- la crête de la Colle ;
- la Citadelle, sommet à 1 438 m ;
- la crête de la Pinée, qui dépasse les 1 600 m ;
- la crête de Maladrech, qui dépasse les 1 700 m au sud-est.

Puis plusieurs montagnes délimitent un vaste demi-cercle. Du côté nord, c’est-à-dire du côté tourné vers Reynier, elles descendent en pente douce et forment des alpages verdoyants. Du côté sud et ouest, elles forment des barres ou des versants plus abrupts. D’est en ouest et du sud au nord, on a :
- la crête du Raus (1 832 m) ;
- la Serrière des Cabanes ;
- la Crête du Clot des Martres ;
- la Crête de Dormeilleuse, qui culmine à la Croix Saint-Jean (1 826 m) quand elle se connecte à la montagne de Jouère ;
- la montagne de Jouère, dont la crête se prolonge vers la montagne de Reynier. Cette montagne ferme le bassin au nord, du côté de la Sasse.

Au milieu de ce bassin, se trouve Le Puy, autre montagne présentant une barre au sud et un versant incliné au nord, et culminant à 1 367 m.
Au nord du bassin de Reynier, la cluse de Bayons donne accès à la vallée supérieure du Sasse et au bassin de Bayons,.
Le bassin de Bayons est limité au nord par un petit massif dominé par la Pointe d'Eyrolle (1 754 m) et la Grande Gautière (1 825 m), et ouvre à l’est et au sud dans plusieurs vallons :
- au nord, le vallon où se situe Astoin, qui communique avec le bassin de Turriers par une cluse, le col des Sagnes (1 182 m) et les Tourniquets ;
- les vallées de Trente Pas et du Sasse au nord-est, limitées par (sommet de Terre Grosse, 1 598 m ; Tête de Charbonnier, 1 681 m et barre de Bayons ; Tête Grosse, 2 032 m ; Sommet de la Chanau, 1 885 m).

Face à Bayons, se trouve le sommet de l’Oratoire (2 072 m).

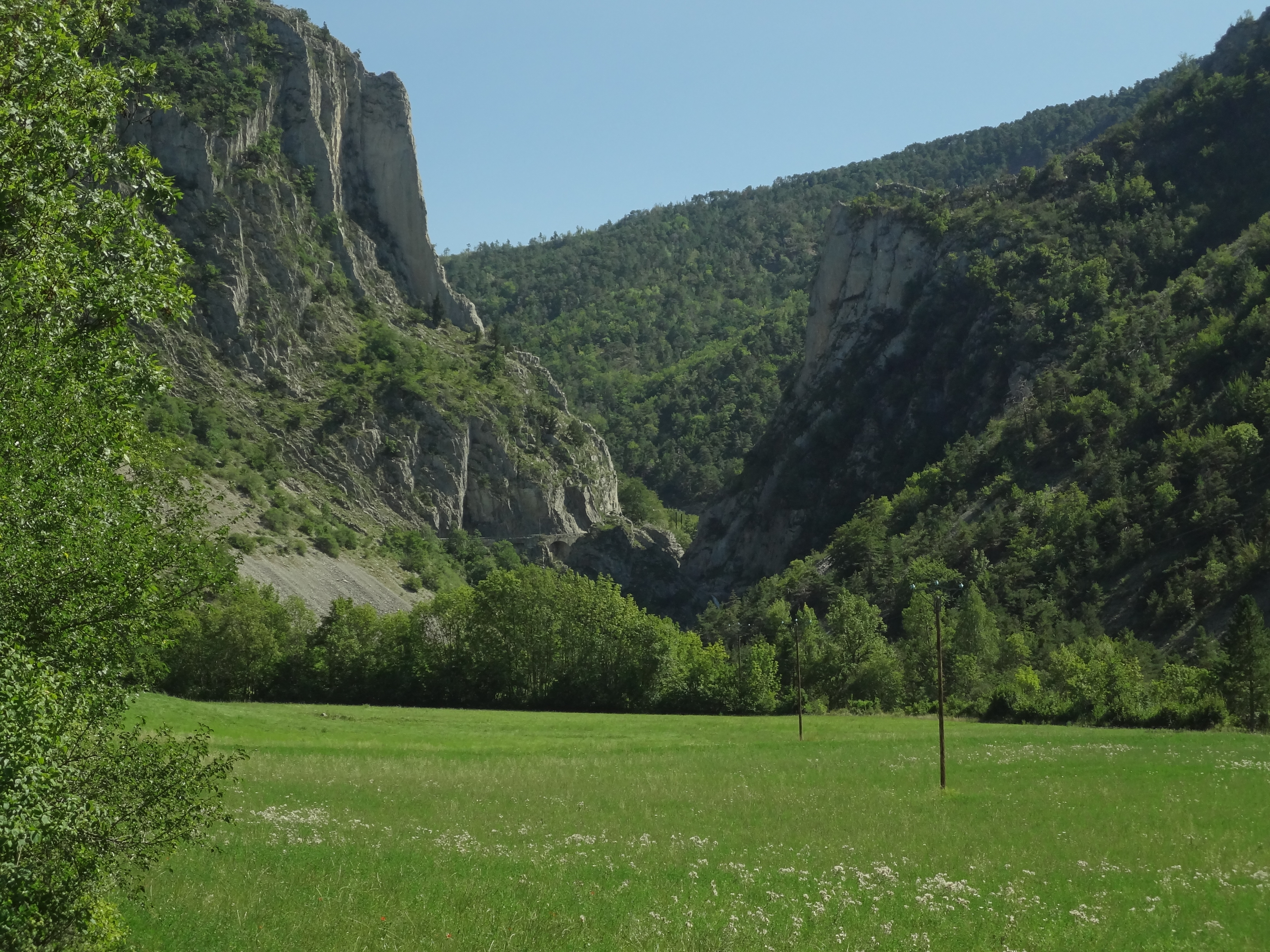
Rochers de la Lause, fermant la vallée d’Esparron-la-Bâtie (calcaires tithoniens).

Enfin, coincée entre le bassin de Bayons et celui de Reynier, la longue vallée d’Esparron-la-Bâtie est fermée du côté du Sasse par les Rochers de la Lause. Les barres au nord de cette vallée se rattachent au sommet de l’Oratoire, et sont marquées par le Rocher de l’Aigle (1 499 m) et le Rocher du Midi (1 461 m). Cette vallée s’élargit et est fermée à l’est par le Sommet du Clot Ginoux, aussi appelé les Cimettes (à 2 112 m), le sommet de la Laupie ou Tourtoureau (à 2 025 m) et le sommet des Monges (2 115 m).

### Hydrographie

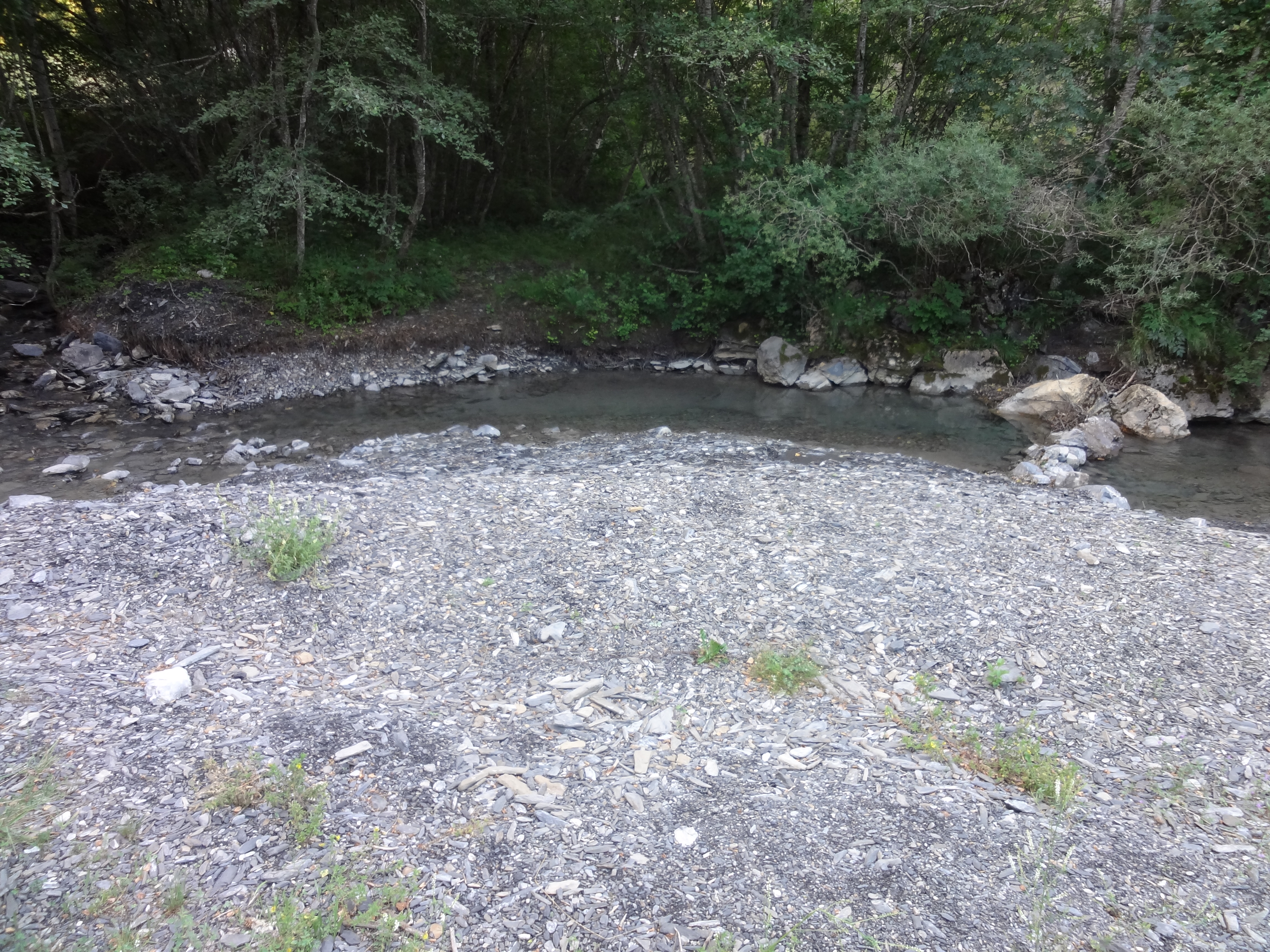
Le Sasse à Basse-Combe, dans la partie supérieure de son cours.

La commune est traversée par le Sasse (parfois appelée la Sasse), formé de plusieurs torrents et qui reçoit plusieurs affluents drainant les vallées adjacentes. En rive droite, le Sasse reçoit :
- le torrent du ravin de Trente Pas ;
- le torrent de l’Eau Amère, qui devient la Clastre en franchissant les Tourniquets ;
- le Mardaric, qui passe au pied de Bayons ;
- le torrent de Rouinon[12], dont le confluent avec le Sasse se situe entre le Forest-Lacour et le Bédoin.

En rive gauche, les affluents du Sasse sont :
- le torrent de Chabert[13], cours d'eau de 5,5 km coulant dans le bassin de Bayons ;
- le riou du Pont, qui draine la vallée d’Esparron-la-Bâtie, et qui, en franchissant les Rochers de la Lause, forme une cascade et devient le ruisseau des Tines[14], rivière de 10,0 km ;
- le torrent de Reynier[15] cours d'eau de 9,1 km.

Dans la partie supérieure de la vallée d’Esparron-la-Bâtie, se trouve un petit lac, le lac d’Esparron, à 1 544 m, à l’est de la crête de Maladrech.

### Climat
Pour des articles plus généraux, voir Climat de Provence-Alpes-Côte d'Azur et Climat des Alpes-de-Haute-Provence.
En 2010, le climat de la commune est de type climat méditerranéen altéré, selon une étude du Centre national de la recherche scientifique s'appuyant sur une série de données couvrant la période 1971-2000. En 2020, Météo-France publie une typologie des climats de la France métropolitaine dans laquelle la commune est exposée à un climat de montagne ou de marges de montagne et est dans la région climatique Alpes du sud, caractérisée par une pluviométrie annuelle de 850 à 1 000 mm, minimale en été.
Pour la période 1971-2000, la température annuelle moyenne est de 9,3 °C, avec une amplitude thermique annuelle de 17,6 °C. Le cumul annuel moyen de précipitations est de 992 mm, avec 7,6 jours de précipitations en janvier et 5,8 jours en juillet. Pour la période 1991-2020, la température moyenne annuelle observée sur la station météorologique de Météo-France la plus proche, « Turriers », sur la commune de Turriers à 7 km à vol d'oiseau, est de 10,6 °C et le cumul annuel moyen de précipitations est de 795,7 mm. 
La température maximale relevée sur cette station est de 40 °C, atteinte le 23 août 2023 ; la température minimale est de −17 °C, atteinte le 1er février 2010,,.
Les paramètres climatiques de la commune ont été estimés pour le milieu du siècle (2041-2070) selon différents scénarios d'émission de gaz à effet de serre à partir des nouvelles projections climatiques de référence DRIAS-2020. Ils sont consultables sur un site dédié publié par Météo-France en novembre 2022.

### Environnement

#### Flore
La commune compte 5 500 ha de bois et forêts, soit 44 % de sa superficie.

#### Faune
Le chamois, endémique dans les Monges, a failli disparaître du secteur dans les années 1970, victime de la chasse intensive dont il était l’objet. L’Office national des forêts (ONF) a créé une réserve de chasse dans la Haute Combe, à laquelle se sont ajoutées les réserves des Monges, des Hautes-Graves-Ruinon, et celle du Montsérieux. Depuis les années 1980, l’espèce est de nouveau chassée mais avec des quotas.
Le mouflon avait lui par contre été exterminé et sa présence est due à sa réintroduction au début des années 1990. Deux noyaux de populations se trouvent dans la commune, dans la réserve de chasse des Hautes-Graves-Ruinon et dans le massif des Monges. Le chevreuil avait lui aussi disparu depuis le début du XIXe siècle avec son milieu naturel, la forêt. Il est revenu dans la commune à partir du noyau réintroduit dans la vallée du Vançon dans les années 1970. La présence de la marmotte est aussi principalement due à des réintroductions. La loutre, qui était naturellement présente, a disparu et n’a pas été réintroduite.

### Transports

Routes et ponts de la commune de Bayons.
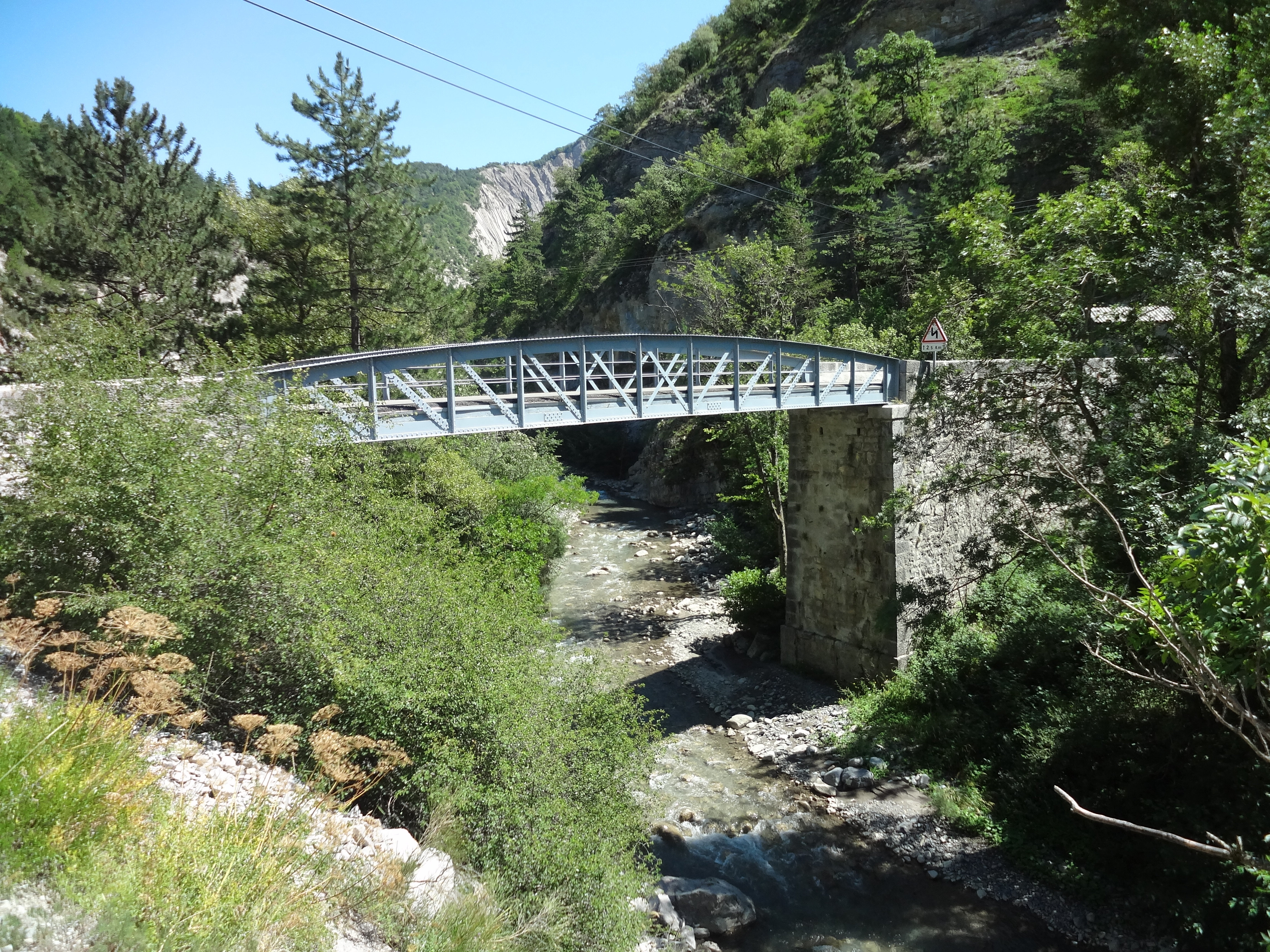
Pont de Reynier.
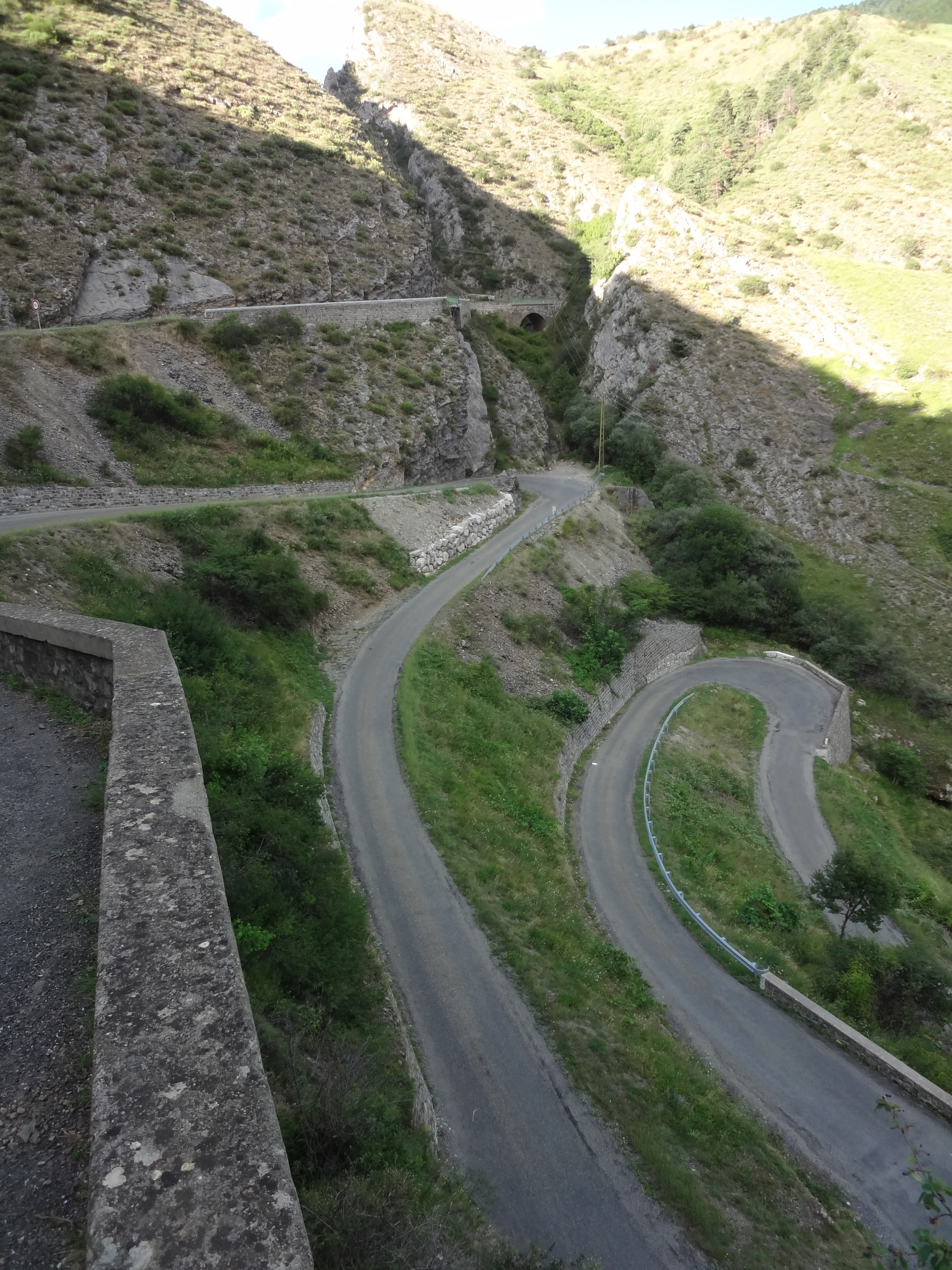
Lacets de la RD 1 franchissant une clue (lieu-dit les Tourniquets).
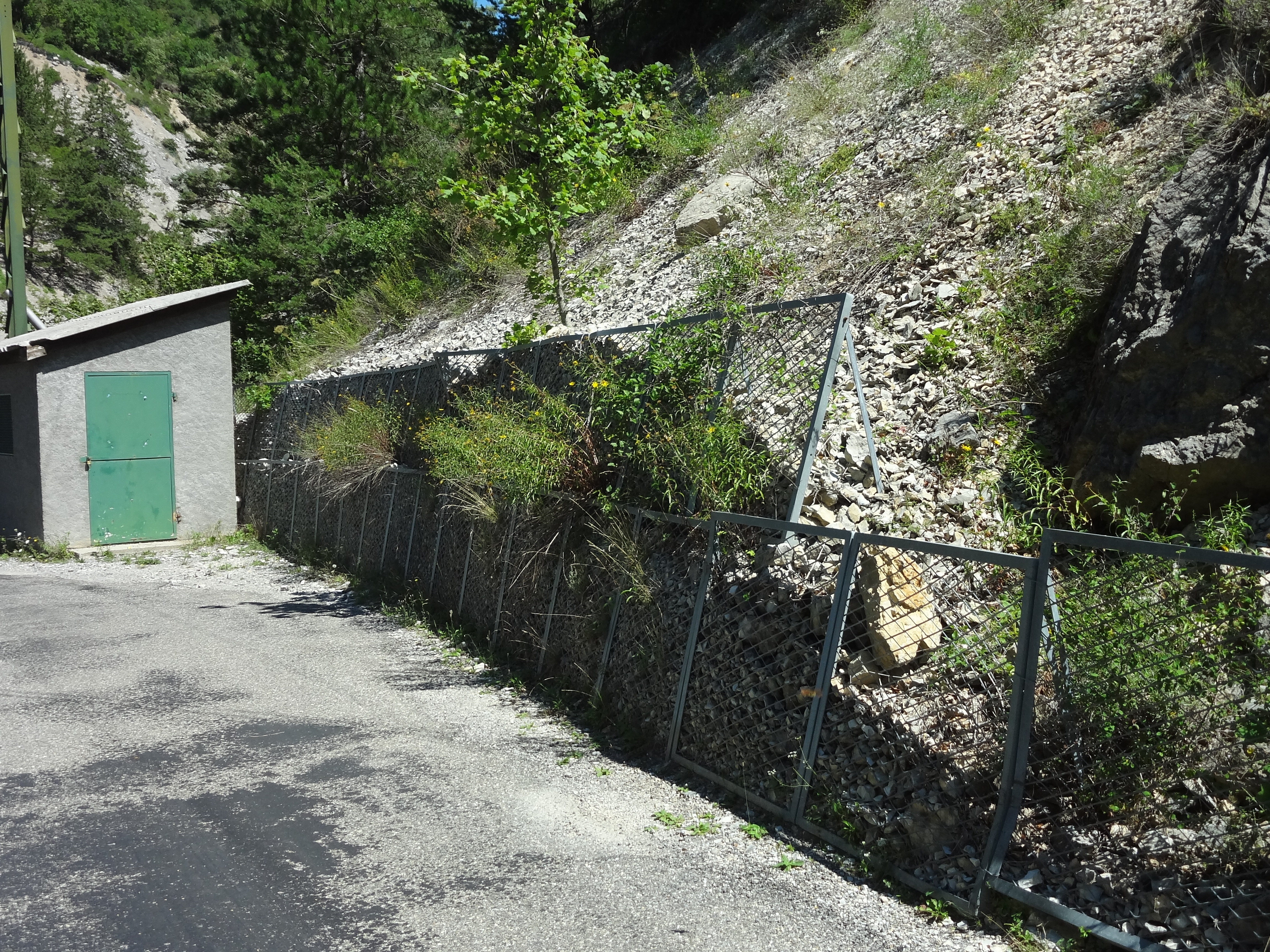
Piège à cailloux protégeant la route de Reynier des éboulements et engravements.
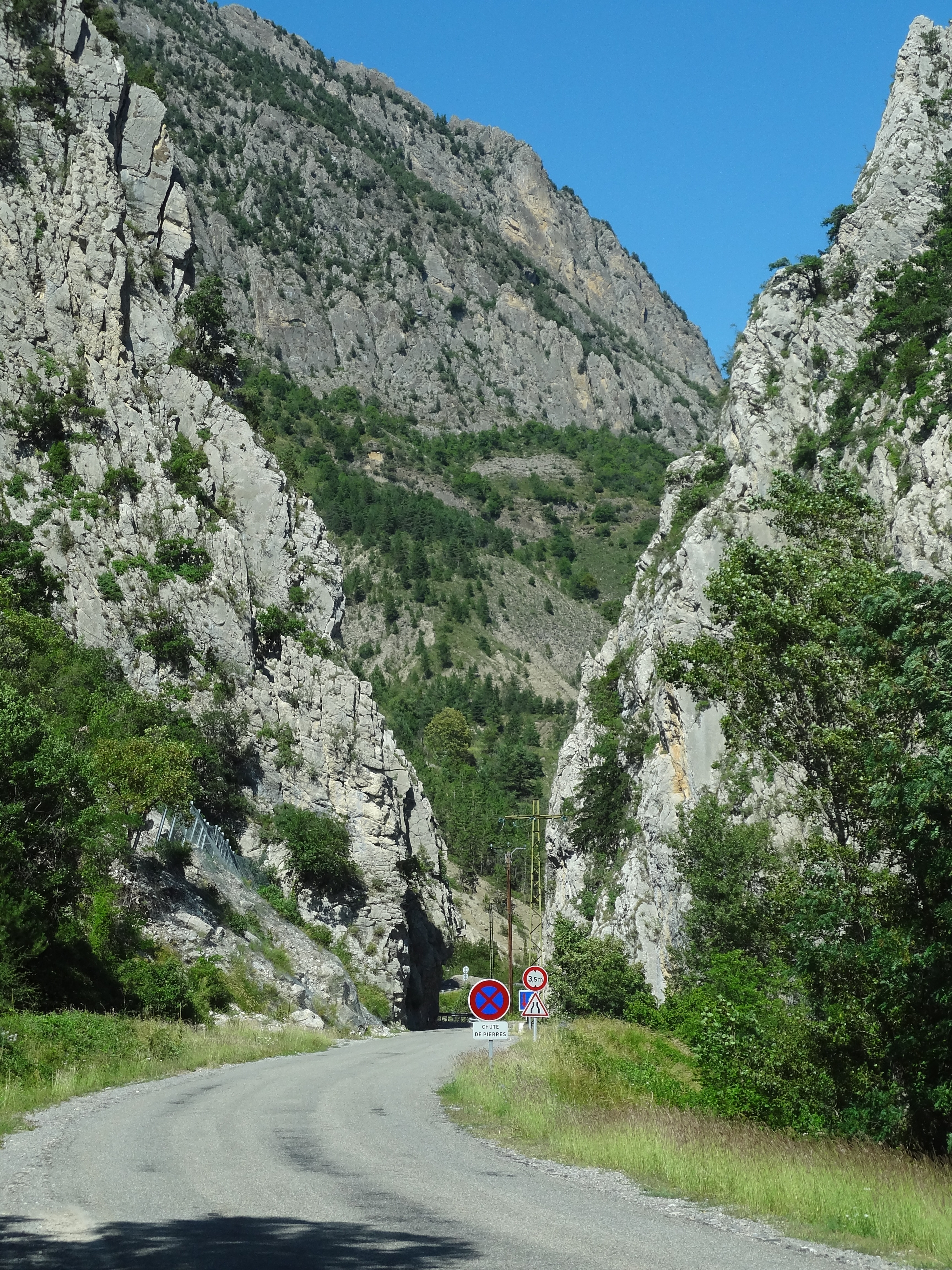
Clue de Bayons.

La commune de Bayons est desservie par la RD 1. Cette route remonte la vallée du Sasse à partir de Clamensane (où elle se connecte à la RD 951, ancienne route nationale 551) et franchit le col des Sagnes pour rejoindre Turriers.
Une seule vallée secondaire est desservie par une route départementale, il s’agit de la vallée de Reynier remontée par la RD 751. Le court tronçon de route reliant Astoin à la RD 1 est classé départementale sous le numéro de RD 551.

### Risques naturels et technologiques
Aucune des 200 communes du département n'est en zone de risque sismique nul. Le canton de Turriers auquel appartient Bayons est en zone 1b (risque faible) selon la classification déterministe de 1991, basée sur les séismes historiques, et en zone 4 (risque moyen) selon la classification probabiliste EC8 de 2011. La commune de Bayons est également exposée à trois autres risques naturels :
- avalanche
- feu de forêt,
- inondation et coulées de boue,
- mouvement de terrain[26].

La commune de Bayons n’est exposée à aucun des risques d’origine technologique recensés par la préfecture.
Aucun plan de prévention des risques naturels prévisibles (PPR) n’existe pour la commune et le Dicrim n’existe pas non plus.
La commune a été l’objet d’arrêtés de catastrophe naturelle, en 1994 pour des inondations, des glissements de terrain et des coulées de boue. La plus grave inondation s’est produite en 1492 : des pluies provoquent la formation de laves torrentielles qui détruisent plusieurs hameaux et une partie du village de Bayons. Cette inondation monstrueuse est restée dans les annales, voir en section Histoire pour plus de détails.

### Lieux-dits et hameaux
En plus du village, la commune comporte plusieurs hameaux :
| - Astoin (village chef-lieu d'une ancienne commune), 10 habitants en 2013; - Haute Combe ; - Basse Combe ; - la Rouchaye ; - Esparron-la-Bâtie (village chef-lieu d'une ancienne commune), 12 habitants en 2013; - le Pont ; | - Baudinard ; - le Gayne ; - la Sapie ; - le Forest-Lacour ; - Reynier (village chef-lieu d'une ancienne commune), 18 habitants en 2013 |

## Urbanisme

### Typologie
Au 1er janvier 2024, Bayons est catégorisée commune rurale à habitat dispersé, selon la nouvelle grille communale de densité à 7 niveaux définie par l'Insee en 2022.
Elle est située hors unité urbaine et hors attraction des villes,.

### Occupation des sols
L'occupation des sols de la commune, telle qu'elle ressort de la base de données européenne d’occupation biophysique des sols Corine Land Cover (CLC), est marquée par l'importance des forêts et milieux semi-naturels (96,5 % en 2018), une proportion sensiblement équivalente à celle de 1990 (97,2 %). La répartition détaillée en 2018 est la suivante : 
forêts (46,1 %), milieux à végétation arbustive et/ou herbacée (43,9 %), espaces ouverts, sans ou avec peu de végétation (6,5 %), zones agricoles hétérogènes (2,1 %), prairies (1,4 %).
L'évolution de l’occupation des sols de la commune et de ses infrastructures peut être observée sur les différentes représentations cartographiques du territoire : la carte de Cassini (XVIIIe siècle), la carte d'état-major (1820-1866) et les cartes ou photos aériennes de l'IGN pour la période actuelle (1950 à aujourd'hui).

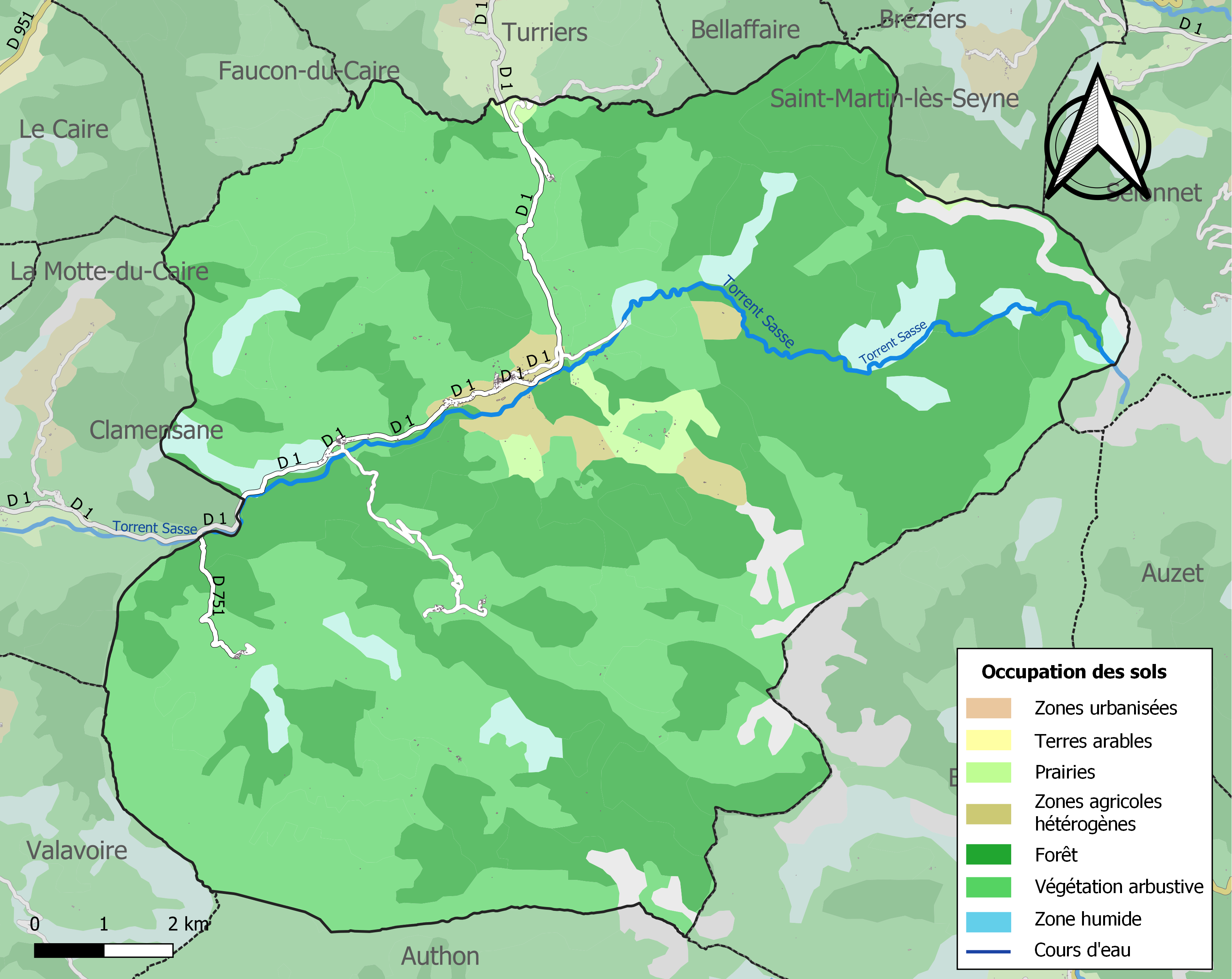
Carte de l'occupation des sols de la commune en 2018 (CLC).

## Histoire

### Préhistoire et Antiquité
Homo heidelbergensis a probablement fréquenté le massif des Monges il y a plusieurs centaines de milliers d’années. Mais on ne peut documenter les débuts de la préhistoire pour les quatre anciennes communes formant Bayons qu’après la fonte du glacier de la Durance, qui commence il y a treize mille ans. Le site de Vitrolles, situé à moins de 30 km à l'ouest, montre qu'il y a onze mille ans, la région était fréquentée par des chasseurs-cueilleurs qui venaient à la belle saison, puis repartaient plus au sud.
La moyenne vallée de la Durance et le massif des Monges connaissent une néolithisation rapide : les sociétés mésolithiques disparaissent, remplacées par les cultures du cardial (6 000 ans av. J.-C.) puis du chasséen (4700 à 3500 av. J.-C.). Le nucleus découvert à Thèze est un exemple des progrès techniques de l’époque : les outils de pierre ne sont plus débités par percussion, mais par une pression appliquée à l’endroit choisi.
Un trésor d’oboles massaliotes, datant de l’époque gauloise (IIIe et IIe siècles av. J.-C.), a été découvert à Bayons en 1850. La romanisation des siècles suivants se manifeste par des constructions en altitude.

### Moyen Âge

#### Astoin
Les comtes de Provence sont seigneurs d’Astoin, suivis aux XIVe et XVe siècles par les Ayrole et Ancelle (coseigneurs de Dromon en 1385). Lors de la crise ouverte par la mort de la reine Jeanne Ire, Raoux (ou Rodolphe) d'Ancelle, seigneur d’Astoin, soutient Charles de Duras contre Louis Ier d'Anjou. Le ralliement de Sisteron à la cause angevine, en novembre 1385, entraîne son changement d’engagement, et il prête hommage dès le 30 novembre.
Le castrum d’Astoin se trouvait à proximité du chemin muletier reliant Bayons à Turriers.
Astoin comptait 28 feux en 1315, et seulement 6 en 1471. C’est à cette époque que l’ancien site, situé sur la colline à 500 m environ du site actuel, et nommé Vière (ancien village en provençal), est abandonné au profit du site actuel. En 1765, il y avait 264 habitants.

#### Bayons

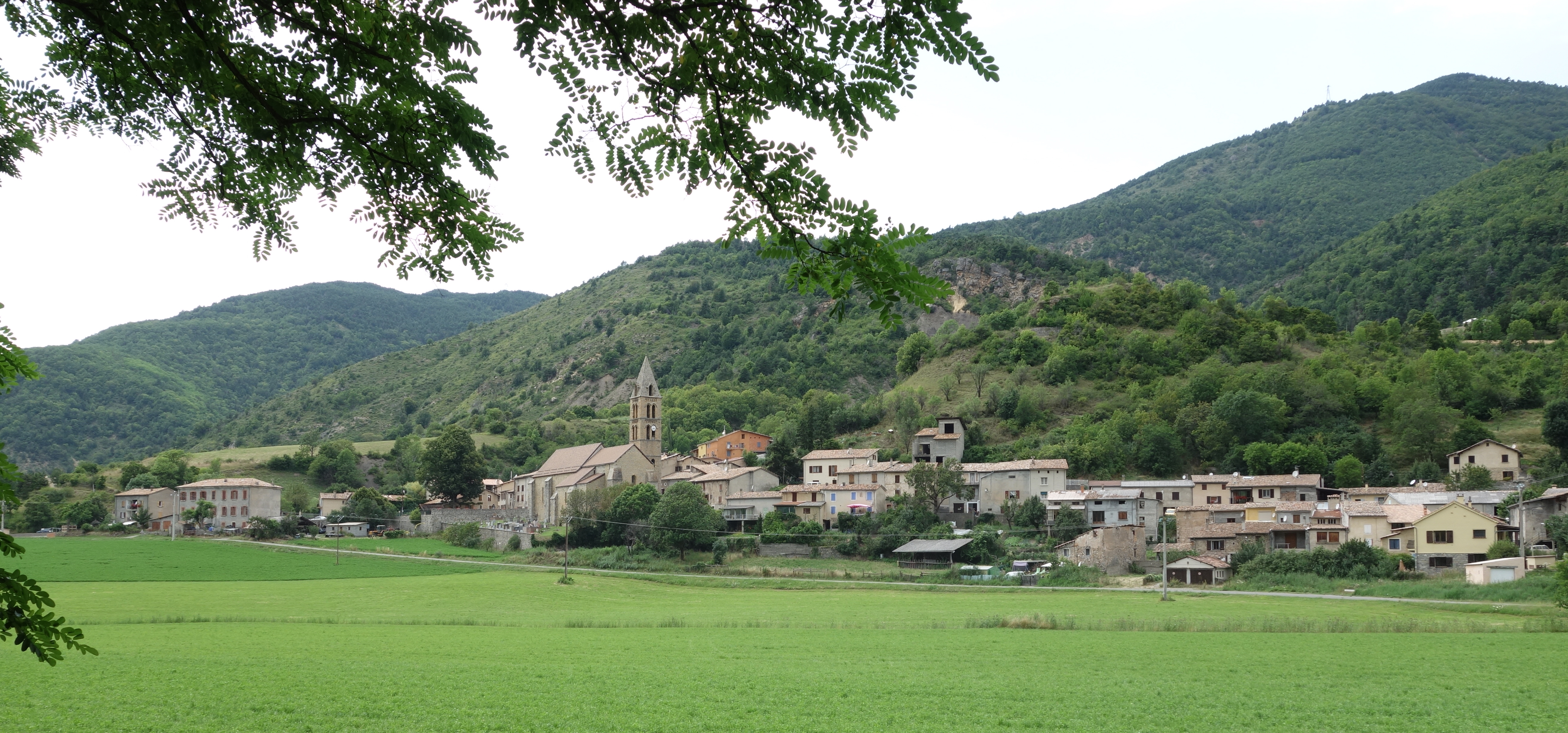
Vue du village sud-est.

Bayons est citée vers 1200, sous la forme Baions. La communauté est dotée d’un consulat en 1233,. Elle était la plus importante communauté de la viguerie de Sisteron,. Les deux églises et leurs revenus appartenaient à l’abbaye de l'Ile-Barbe de Lyon, dont la plus ancienne, l’église de Notre-Dame-de-Nazareth, était située dans le vallon de la Clastre, probablement site d’implantation haut-médiéval du village. La communauté était propriétaire des terres dites gastes, qui ailleurs appartenaient au seigneur. Ces terres faisaient l’objet d’une exploitation communautaire, souvent comme pâturage. À Bayons, elles sont concédées en culture contre une tasque équivalant à un huitième des récoltes. Les revenus de la communauté lui permettent de racheter progressivement tous les droits seigneuriaux avant 1789, dont le privilège concédé par les comtes de Provence interdisant le pacage des troupeaux étrangers (étrangers à la communauté) sur le territoire de Bayons. Les comtes de Provence prélevaient aussi un péage sur les troupeaux transhumants qui passaient par Bayons.
En 1300, une petite communauté juive était établie à Bayons, ce qui est une indication sur son rang de petit bourg rural à rayonnement limité. En 1348, la reine Jeanne, chassée de son royaume de Naples, dut se réfugier en Provence. Pour reconquérir ses États napolitains, elle vendit Avignon au pape pour 80 000 florins, et obtint au passage l'absolution pontificale qui la lavait de tout soupçon dans le meurtre de son premier époux André de Hongrie. Reconnaissante, elle offrit à Guillaume II Roger, frère du pape, le fief de Valernes, qui fut érigé en vicomté par lettres patentes en 1350. La nouvelle vicomté comprenait les communautés de Bayons, Vaumeilh, la Motte, Bellaffaire, Gigors, Lauzet, les Mées, Mézel, Entrevennes et le Castellet, avec leurs juridictions et dépendances.
En 1359, les habitants de Bayons font un procès à ceux de Seyne, revendiquant le privilège de ne pas payer le péage pour venir à la foire de la Saint-Michel de Seyne. Satisfaction leur est donnée, mais les habitants de Seyne gagnent en appel. Des fortifications sont construites au XIVe siècle, qui sont inspectées en 1403 par le viguier du vicomte de Valernes qui les fait réparer. Une autre fortification se trouvait au-dessus de Bédoin, sur la montagne appelée le Château : elle permettait de surveiller la route allant de Sisteron à Seyne.
Le 26 juillet 1492, des pluies diluviennes entraînent une crue dévastatrice du Sasse. Le Mardaric, le torrent qui passe à côté de Bayons, connait une lave torrentielle qui détruit le village de Bayons. Les hameaux de la Montahne (identifiés à ceux des Combes) et de Rouinon sont eux aussi touchés,. Le torrent de Fontainier cause également des dégâts aux terres cultivées. Quatre habitants sont tués. Le cheptel est aussi touché, avec une centaine de bêtes emportées par les eaux. Enfin, les sols ameublis par les pluies sont emportés, avec le blé mûr et les vignes dans les jours suivants. Selon les habitants, des rochers de 5 tonnes ont été déplacés par les torrents.

#### Esparron-la-Bâtie

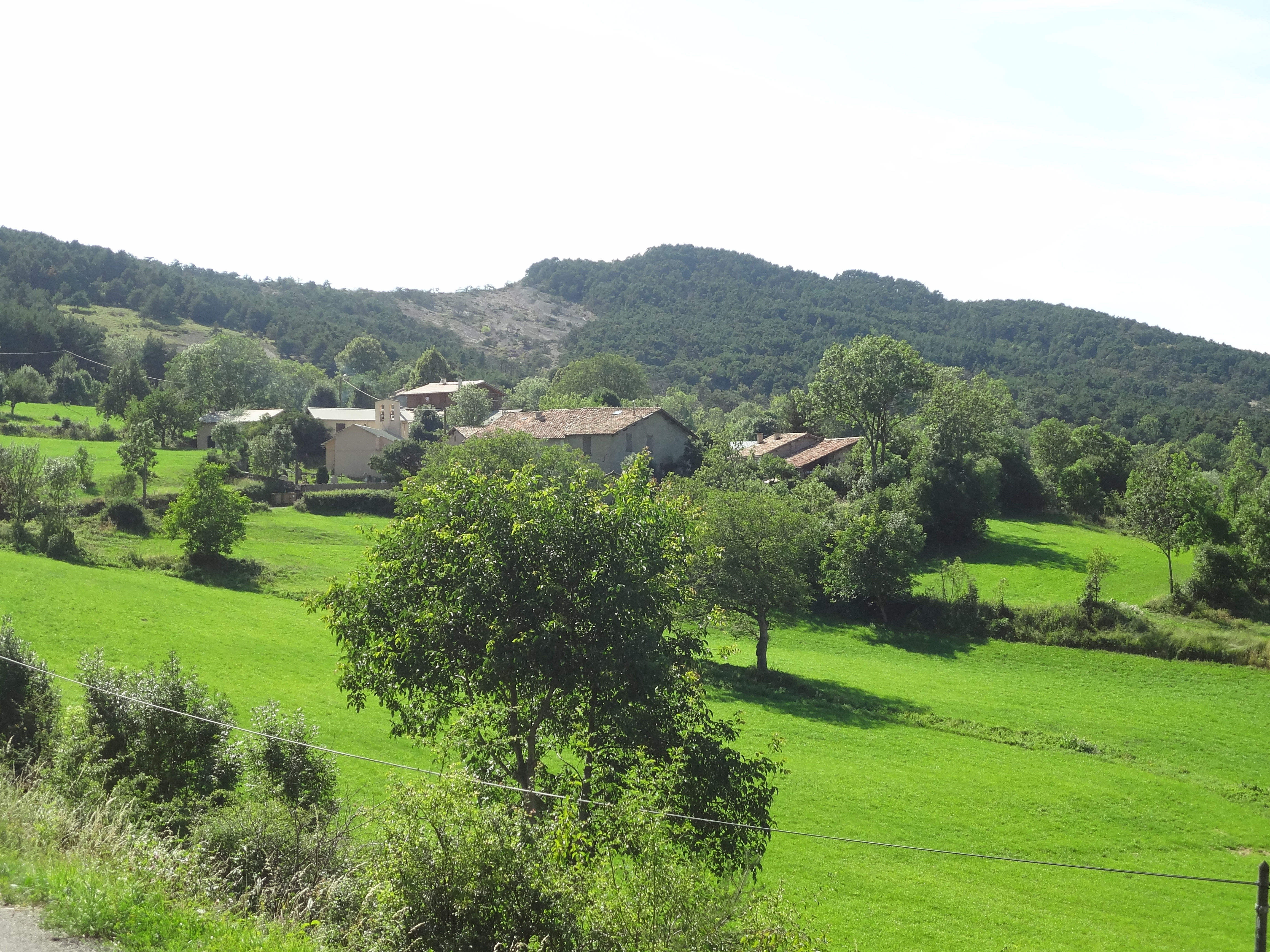
Village d’Esparron-la-Bâtie.

Le village d’Esparron est cité dès 1200 (sous le nom de castrum Sparronis et Bastita). Il y avait deux communautés villageoises, et un seul fief tenu par un seigneur. Esparron-la-Bâtie est plus durement touchée par la crise du XIVe siècle (Peste noire et guerre de Cent Ans) que ses voisines, puisqu’elle passe de 74 feux en 1315 à 12 en 1471. En 1765, elle est peuplée de 205 habitants.
Les comtes de Provence prélevaient un péage sur les troupeaux transhumants qui passaient par Esparron-la-Bâtie, et les seigneurs sont les Morier ou Mourier du XIIIe au XVIIe siècle.
L’église paroissiale est fortement endommagée à la fin des guerres de religion. En 1641, les travaux n’ayant toujours pas été fait, le seigneur d’Esparron est condamné à payer les deux tiers des travaux, le tiers restant revenant au prieur.

#### Reynier

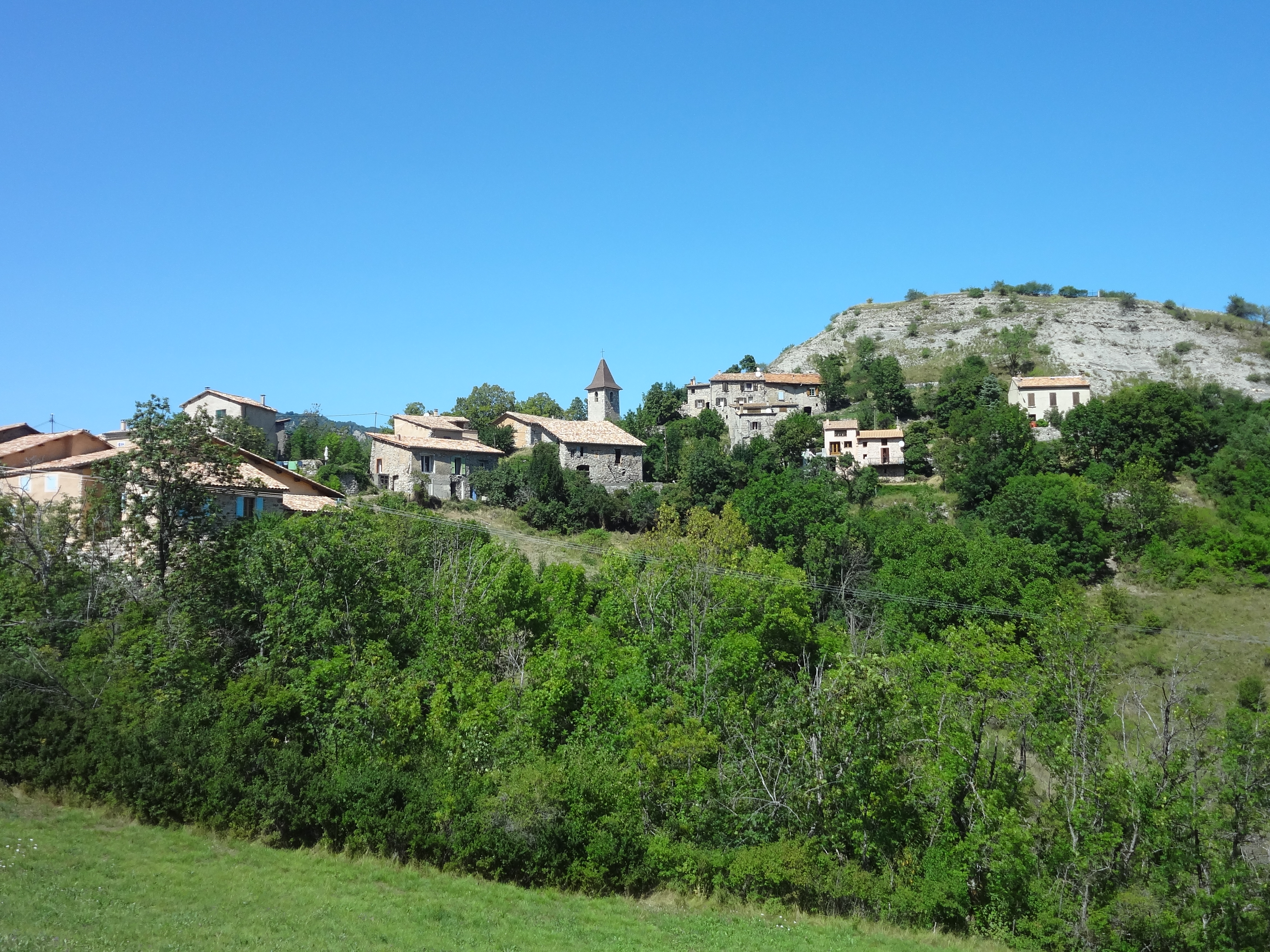
Village de Reynier.

Reynier est signalé pour la première fois dans les chartes en 1232 (castrum de Rainieri),. La communauté compte 25 feux en 1471, et 218 habitants en 1765. Cette ancien fief des évêques de Gap passe aux d’Abon du XVe au XVIIe siècle, puis aux Boniface jusqu’à la Révolution.

### Temps modernes
À partir du XVIe siècle, la seigneurie d’Astoin appartient successivement aux Turriers, aux Castellane, aux Boniface puis aux Hugues. À Esparron, les Pélissier succèdent aux Mourier au XVIIe siècle.
Au XVIe siècle, Louis de Barras, seigneur de Melan, accueille à Bayons les troupeaux de moutons venant estiver (contre paiement d’une redevance), tandis que les troupeaux de Reynier et d’Esparron-la-Bâtie hivernent à La Roque[Lequel ?] et Corbières.

### Révolution française
Au début de la Révolution française, la nouvelle de la prise de la Bastille est accueillie favorablement, mais provoque dans la population un phénomène de peur collective d’une éventuelle réaction aristocratique. Localement, la Grande Peur, venant de Tallard et appartenant au courant de la « peur du Mâconnais », atteint la région de La Motte le soir du 31 juillet 1789. Les consuls de la communauté villageoise sont prévenus qu’une troupe de 5 à 6 000 brigands se dirige vers la Haute-Provence après avoir pillé le Dauphiné. Les communautés de La Motte, Clamensane, Saint-Geniez, Authon, Curbans, Bayons et Claret constituent ensemble une troupe de 700 hommes armés. Elles mettent le marquis d’Hugues de Beaujeu à sa tête, qui décide de se porter au-devant du danger en allant surveiller les bacs sur la Durance.
Dès le 2 août, l’affolement retombe, les faits-divers à l’origine des rumeurs étant éclaircis. Mais un changement important a eu lieu : les communautés se sont armées, organisées pour se défendre et défendre leurs voisins. Un sentiment de solidarité est né à l’intérieur des communautés et entre communautés voisines, et les consuls décident de maintenir les gardes nationales. Aussitôt la peur retombée, les autorités recommandent toutefois de désarmer les ouvriers et les paysans sans terre, pour ne conserver que les propriétaires dans les gardes nationales.

### Époque contemporaine

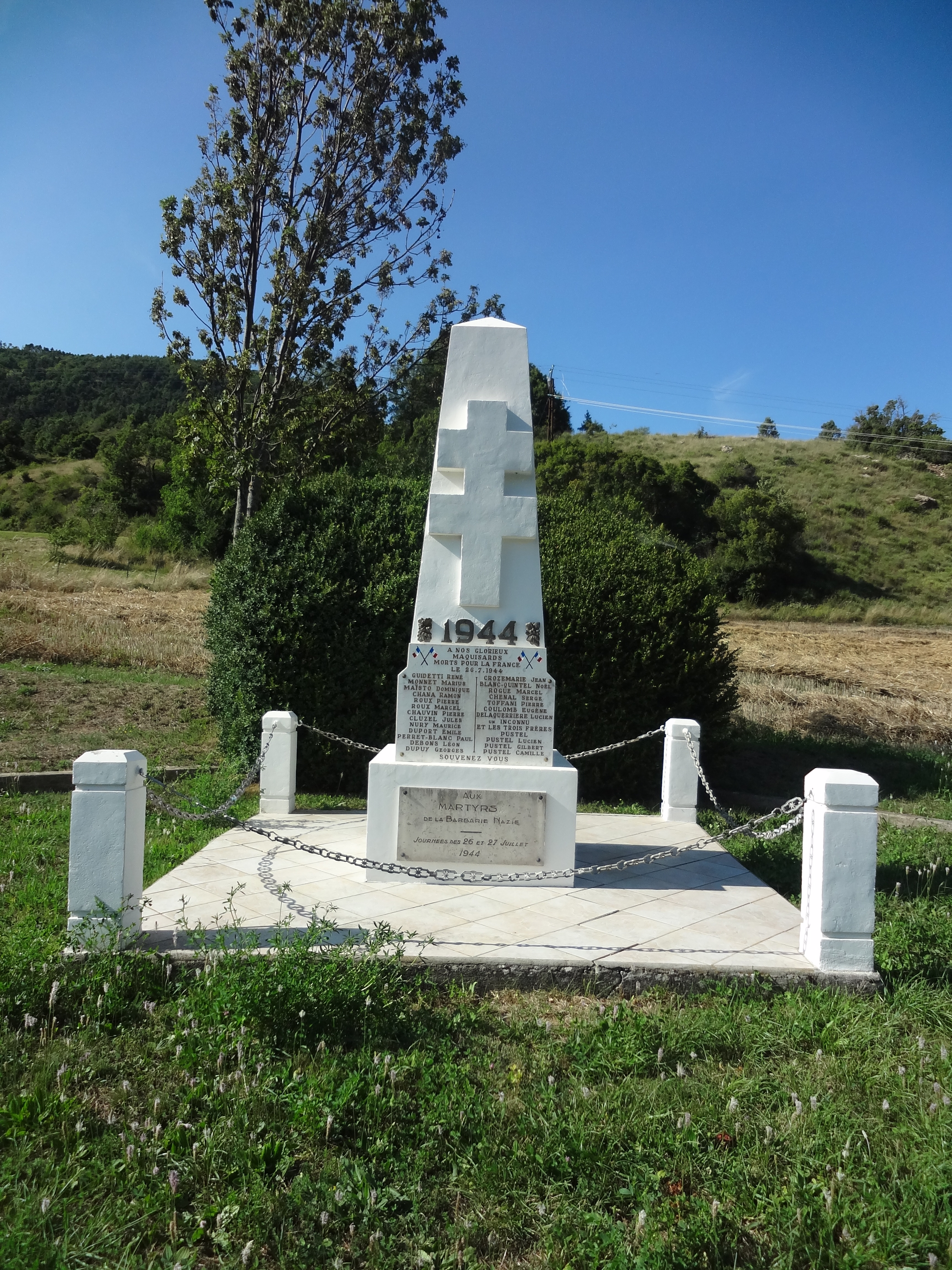
Monument commémorant le massacre du 26 juillet 1944.

Le coup d'État du 2 décembre 1851 commis par Louis-Napoléon Bonaparte contre la Deuxième République provoque un soulèvement armé dans les Basses-Alpes, en défense de la Constitution. Après l’échec de l’insurrection, une sévère répression s’abat sur ceux qui se sont levés pour défendre la République, dont un habitant de Bayons.
Comme de nombreuses communes du département, Bayons se dote d’écoles bien avant les lois Jules Ferry : en 1863, elle compte déjà deux écoles dispensant une instruction primaire aux garçons, situées au village chef-lieu et à la Combe. Bien que la loi Falloux (1851) n’impose l’ouverture d’une école de filles qu’aux communes de plus de 800 habitants, Bayons, avec moins de 700 habitants en 1861, possède également une école pour les filles, que la commune ouvre une école de filles. La deuxième loi Duruy (1877) lui permet, grâce aux subventions de l’État, de construire à neuf l’école du village.
Les communes d’Astoin, Esparron-la-Bâtie et Reynier possédaient chacune une école de garçons en 1863, et aucune école de filles. Dans ces communes, ce n’est que les lois Ferry qui permettent de scolariser les filles.
Le hameau très isolé de Rouinon compte 41 habitants en 1886, et on y ouvre une école (jusqu’en 1911) et une boîte aux lettres (jusqu’en 1929). Cette petite communauté possédait aussi sa chapelle, sous la titulature de Saint-Joseph. À proximité du Rouinon, la chapelle du hameau du Forest-Lacour est détruite à la fin du XIXe siècle pour permettre le passage de la route : l’Église avait noté la baisse de sa fréquentation depuis plusieurs années.
La commune a abrité un maquis durant la Seconde Guerre mondiale, maquis installé dans le quartier de Tramalou, et constitué de Francs-tireurs partisans (FTP). Le 21 juillet 1944, profitant d’un déplacement de la garnison allemande de Sisteron, les FTP de Bayons ont effectué un raid sur la citadelle de Sisteron pour délivrer une cinquantaine de résistants détenus. Mais le 26 juillet 1944, les mêmes FTP sont surpris par la réaction allemande, qui utilise des mortiers, et leur fait 21 morts. Trois adolescents d’une ferme sont également tués. Un monument érigé en souvenir, situé sur un délaissé de la route de Turriers, rappelle cet épisode.

### Depuis la Seconde Guerre mondiale
Jusqu’au milieu du XXe siècle, la vigne était cultivée dans les communes d'Astoin, Bayons, Esparron-la-Bâtie et Reynier. Les vins produits, de qualité médiocre, était destiné uniquement à l’autoconsommation. Cette culture a depuis été abandonnée.
La commune de Bayons fusionne avec les communes d’Esparron-la-Bâtie, Astoin et Reynier en 1973.

## Politique et administration

### Administration municipale
De par sa taille, la commune dispose d'un conseil municipal de 9 membres (article L2121-2 du Code général des collectivités territoriales). Lors du scrutin de 2008, il y eut deux tours (huit élus au premier tour et un au second) et Bernard Daumas a été réélu conseiller municipal au premier tour avec le septième total de 88 voix, soit 49,71 % des suffrages exprimés. La participation a été de 91,71 %. Il a ensuite été élu maire par le conseil municipal.

### Liste des maires

Mairie de Bayons

L'élection du maire est la grande innovation de la Révolution de 1789. De 1790 à 1795, les maires sont élus au suffrage censitaire pour deux ans. De 1795 à 1800, il n’y a pas de maires, la commune se contente de désigner un agent municipal qui est délégué à la municipalité de canton.
En 1799-1800, le Consulat revient sur l'élection des maires, qui sont désormais nommés par le pouvoir central. Ce système est conservé par les régimes suivants, à l'exception de la Deuxième République (1848-1851). Après avoir conservé le système autoritaire, la Troisième République libéralise par la loi du 5 avril 1884 l'administration des communes : le conseil municipal, élu au suffrage universel, élit le maire en son sein.
| Période                                  | Période   | Identité         | Étiquette | Qualité                                   |
| ---------------------------------------- | --------- | ---------------- | --------- | ----------------------------------------- |
| mai 1945                                 |           | Arthur Daumas    |           |                                           |
| 1947                                     | 1951      | Louis Estellon   |           |                                           |
|                                          |           |                  |           |                                           |
| avant 1988                               | ?         | Jean Chaix       | PS        |                                           |
| 1991                                     | 1995      | Josette Alphand  |           |                                           |
| mars 2001                                | mars 2014 | Bernard Daumas,  |           |                                           |
| mars 2014                                | mai 2020  | Patrick Auriault |           | Sans profession déclarée                  |
| mai 2020                                 | en cours  | Régis Rioton     |           | Ingénieur ou Cadre technique d'entreprise |
| Les données manquantes sont à compléter. |           |                  |           |                                           |

Les deux maires délégués à Astoin et Reynier ont parrainé Nathalie Arthaud (LO) à l’élection présidentielle de 2012.

### Intercommunalité
Bayons fait partie :
- de 2008 à 2017, de la communauté de communes de La Motte-du-Caire - Turriers ;
- à partir du 1er janvier 2017, de la communauté de communes Sisteronais-Buëch.

### Instances administratives et judiciaires
Bayons est une des sept communes du canton de Turriers qui totalise 1 229 habitants en 2006. Le canton a fait partie de l’arrondissement de Sisteron du 17 février 1800 au 10 septembre 1926, date de son rattachement à l'arrondissement de Forcalquier et de la deuxième circonscription des Alpes-de-Haute-Provence. Bayons fait partie du canton de Turriers de 1793 à mars 2015 ; à la suite du redécoupage des cantons du département, la commune est rattachée au canton de Seyne.
La commune fait partie de la juridiction prud'hommale de Manosque, d’instance et de grande instance de Digne-les-Bains.

### Budget et fiscalité
| Taxe                                                | Part communale | Part intercommunale | Part départementale | Part régionale |
| --------------------------------------------------- | -------------- | ------------------- | ------------------- | -------------- |
| Taxe d'habitation (TH)                              | 3,80 %         | 0,64 %              | 5,53 %              | 0,00 %         |
| Taxe foncière sur les propriétés bâties (TFPB)      | 10,35 %        | 2,25 %              | 14,49 %             | 2,36 %         |
| Taxe foncière sur les propriétés non bâties (TFPNB) | 64,00 %        | 6,44 %              | 47,16 %             | 8,85 %         |
| Taxe professionnelle (TP)                           | 14,35 %        | 1,28 %              | 10,80 %             | 3,84 %         |

La part régionale de la taxe d'habitation n'est pas applicable.
La taxe professionnelle est remplacée en 2010 par la cotisation foncière des entreprises (CFE) portant sur la valeur locative des biens immobiliers et par la contribution sur la valeur ajoutée des entreprises (CVAE) (les deux formant la contribution économique territoriale (CET) qui est un impôt local instauré par la loi de finances pour 2010).

## Population et société

### Démographie
Les extrêmes démographiques de l’ensemble formé actuellement par les quatre communes d’Astoin, Bayons, Esparron-la-Bâtie et Reynier sont :
- de 360 feux fiscaux en 1315 (plus de 1 600 habitants, sans Reynier) ;
- de 125 feux à la sortie du Moyen Âge (environ 560 habitants, 450 sans Reynier) ;
- de 1 373 habitants à la fin de l’Ancien Régime (en 1765) ;
- de 1 625 habitants en 1836, maximum démographique de l’ensemble ;
- de 165 habitants en 1968, avant la fusion des quatre communes ;
- et de 138 habitants en 1982, année du creux démographique (91 % de perte en 146 ans).

#### Bayons
En 1315, Bayons comptait 256 feux et 82 en 1471. Le tableau et le graphique qui suivent présentent les données démographiques de la commune de Bayons jusqu'en 1968, puis celle de la nouvelle commune de Bayons (avec Astoin, Esparron-la-Bâtie et Reynier) depuis 1975.
L'évolution du nombre d'habitants est connue à travers les recensements de la population effectués dans la commune depuis 1765. Pour les communes de moins de 10 000 habitants, une enquête de recensement portant sur toute la population est réalisée tous les cinq ans, les populations de référence des années intermédiaires étant quant à elles estimées par interpolation ou extrapolation. Pour la commune, le premier recensement exhaustif entrant dans le cadre du nouveau dispositif a été réalisé en 2004.

En 2022, la commune comptait 202 habitants, en évolution de +12,22 % par rapport à 2016 (Alpes-de-Haute-Provence : +2,84 %, France hors Mayotte : +2,11 %).
| 1765 | 1793 | 1800 | 1806 | 1821 | 1831 | 1836 | 1841 | 1846 |
| ---- | ---- | ---- | ---- | ---- | ---- | ---- | ---- | ---- |
| 686  | 748  | 772  | 705  | 729  | 804  | 876  | 854  | 908  |

| 1851 | 1856 | 1861 | 1866 | 1872 | 1876 | 1881 | 1886 | 1891 |
| ---- | ---- | ---- | ---- | ---- | ---- | ---- | ---- | ---- |
| 793  | 685  | 678  | 719  | 681  | 660  | 629  | 619  | 602  |

| 1896 | 1901 | 1906 | 1911 | 1921 | 1926 | 1931 | 1936 | 1946 |
| ---- | ---- | ---- | ---- | ---- | ---- | ---- | ---- | ---- |
| 567  | 540  | 501  | 461  | 420  | 433  | 320  | 269  | 208  |

| 1954 | 1962 | 1968 | 1975 | 1982 | 1990 | 1999 | 2004 | 2006 |
| ---- | ---- | ---- | ---- | ---- | ---- | ---- | ---- | ---- |
| 183  | 136  | 128  | 150  | 138  | 194  | 198  | 250  | 257  |

| 2009 | 2014 | 2019 | 2022 | - | - | - | - | - |
| ---- | ---- | ---- | ---- | - | - | - | - | - |
| 252  | 187  | 189  | 202  | - | - | - | - | - |

L'histoire démographique de Bayons, après la saignée des XIVe et XVe siècles et le long mouvement de croissance jusqu'au début du XIXe siècle, est marquée par une période d'« étale » où la population reste relativement stable à un niveau élevé. Cette période dure peu, de 1836 à 1846. L'exode rural provoque ensuite un mouvement de recul démographique de longue durée. En 1921, la commune a perdu plus de la moitié de sa population par rapport au maximum historique de 1846. Le mouvement de baisse se poursuit jusqu’aux années 1970 et le rattachement des communes voisines. Depuis, la population a doublé.

#### Astoin
| 1315    | 1471   | 1765 | 1793 | 1800 | 1806 | 1821 | 1831 |
| ------- | ------ | ---- | ---- | ---- | ---- | ---- | ---- |
| 28 feux | 6 feux | 264  | 141  | 127  | 149  | 152  | 126  |

| 1836 | 1841 | 1846 | 1851 | 1856 | 1861 | 1866 | 1872 |
| ---- | ---- | ---- | ---- | ---- | ---- | ---- | ---- |
| 140  | 122  | 141  | 121  | 138  | 134  | 134  | 118  |

| 1876 | 1881 | 1886 | 1891 | 1896 | 1901 | 1906 | 1911 |
| ---- | ---- | ---- | ---- | ---- | ---- | ---- | ---- |
| 116  | 107  | 109  | 107  | 79   | 71   | 63   | 47   |

| 1921 | 1926 | 1931 | 1936 | 1946 | 1954 | 1962 | 1968 |
| ---- | ---- | ---- | ---- | ---- | ---- | ---- | ---- |
| 40   | 41   | 38   | 31   | 26   | 11   | 19   | 15   |

L’histoire démographique d’Astoin est marquée par la saignée des XIVe et XVe siècles due à la peste noire et à la guerre de Cent Ans.
Au XIXe siècle, après une période de croissance, la période d’« étale » d’Astoin, où la population reste stable à un niveau élevé, est particulièrement longue et dure de 1811 à 1866. L’exode rural y est fort et assez rapide : dès 1901, la commune enregistre la perte de plus de la moitié de sa population par rapport au maximum historique de 1821, et le mouvement de baisse dure jusque dans les années 1960 et la disparition de la commune.

#### Esparron-la-Bâtie
| 1315    | 1471 | 1765 | 1793 | 1800 | 1806 | 1821 | 1831 |
| ------- | ---- | ---- | ---- | ---- | ---- | ---- | ---- |
| 74 feux | 12   | 205  | 250  | 245  | 227  | 241  | 252  |

| 1836 | 1841 | 1846 | 1851 | 1856 | 1861 | 1866 | 1872 |
| ---- | ---- | ---- | ---- | ---- | ---- | ---- | ---- |
| 297  | 258  | 259  | 251  | 248  | 216  | 197  | 186  |

| 1876 | 1881 | 1886 | 1891 | 1896 | 1901 | 1906 | 1911 |
| ---- | ---- | ---- | ---- | ---- | ---- | ---- | ---- |
| 180  | 188  | 164  | 150  | 146  | 157  | 150  | 147  |

| 1921 | 1926 | 1931 | 1936 | 1946 | 1954 | 1962 | 1968 |
| ---- | ---- | ---- | ---- | ---- | ---- | ---- | ---- |
| 127  | 109  | 77   | 80   | 58   | 51   | 27   | 17   |

L’histoire démographique d’Esparron-la-Bâtie est marquée par la saignée des XIVe et XVe siècles due à la peste noire.
Au XIXe siècle, après une période de croissance, Esparron connait sa période d’« étale » où la population reste stable à un niveau élevé, de 1806 à 1836. L’exode rural provoque ensuite un mouvement de recul démographique de longue durée. En 1911, Esparron enregistre la perte de plus de la moitié de sa population par rapport au maximum historique de 1836. Le mouvement de baisse continue jusque dans les années 1960 et la fusion des communes.

#### Reynier
| 1471    | 1765 | 1793 | 1800 | 1806 | 1821 | 1831 | 1836 |
| ------- | ---- | ---- | ---- | ---- | ---- | ---- | ---- |
| 25 feux | 218  | 269  | 307  | 278  | 285  | 312  | 312  |

| 1841 | 1846 | 1851 | 1856 | 1861 | 1866 | 1872 | 1876 |
| ---- | ---- | ---- | ---- | ---- | ---- | ---- | ---- |
| 270  | 270  | 286  | 268  | 230  | 213  | 194  | 176  |

| 1881 | 1886 | 1891 | 1896 | 1901 | 1906 | 1911 | 1921 |
| ---- | ---- | ---- | ---- | ---- | ---- | ---- | ---- |
| 173  | 182  | 182  | 166  | 171  | 151  | 136  | 106  |

| 1926 | 1931 | 1936 | 1946 | 1954 | 1962 | 1968 | - |
| ---- | ---- | ---- | ---- | ---- | ---- | ---- | - |
| 100  | 94   | 70   | 51   | 43   | 26   | 15   | - |

Au XIXe siècle, après une période de croissance, Reynier connait sa période d’« étale » où la population reste relativement stable à un niveau élevé. Cette période dure de 1821 à 1851. En 1906, l’exode rural a fait perdre à la commune la moitié de sa population par rapport aux maximums historiques de 1831 et 1836. Le mouvement de baisse se poursuit jusque dans les années 1960 et la fusion des communes.

### Enseignement
La commune dispose d'une école primaire publique. Ensuite, les élèves sont affectés au collège Marcel-Massot. Puis ils poursuivent au lycée de la cité scolaire Paul-Arène à Sisteron.

### Santé
Il n'y a ni médecin ni infirmier ni pharmacie à Bayons. Le médecin le plus proche exerce dans les communes de La Motte-du-Caire à 16,2 km et de Monêtier-Allemont à 29 km en alternance. À La Motte-du-Caire se trouve également la pharmacie du secteur. Le centre hospitalier le plus rapproché est celui de Sisteron à 30 km.

## Économie

### Aperçu général
En 2009, la population active s'élevait à 93 personnes, dont 11 chômeurs (7 fin 2011). Ces travailleurs sont majoritairement salariés (71 %) et travaillent majoritairement hors de la commune (62 %). Si l’agriculture regroupe la majorité des établissements actifs (16 sur 29 en 2010), elle n’emploie aucun salarié. La construction emploie 3 personnes, et les services et l'administration, 6.

### Agriculture

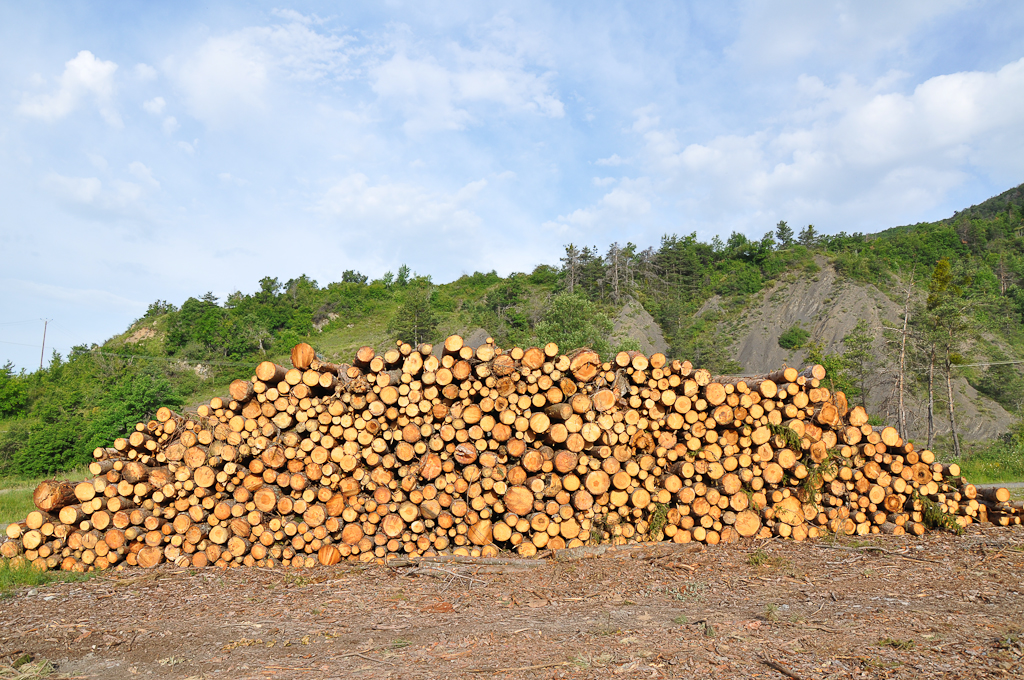
Exploitation du bois à Bayons.

Fin 2010, le secteur primaire (agriculture, sylviculture, pêche) comptait 16 établissements actifs au sens de l’Insee et aucun emploi salarié.
Le nombre d’exploitations, selon l’enquête Agreste du ministère de l’Agriculture, est en forte baisse dans les années 2000, passant de 17 à 10, les élevages ovins représentant la moitié de ces exploitations. De 1988 à 2000, la surface agricole utile (SAU) a augmenté, de 1 100 ha à 1216, alors que le nombre d'exploitations baissait (de 20 à 17). La SAU a continué d’augmenter lors de la dernière décennie, pour atteindre 1 352 ha, dont 720 consacrés à l’élevage du mouton.
Les exploitations pratiquant la polyculture ont disparu dans la décennie 2000-2010. La commune compte plusieurs établissements spécialisés dans la production de lavande et de safran.

#### Labels

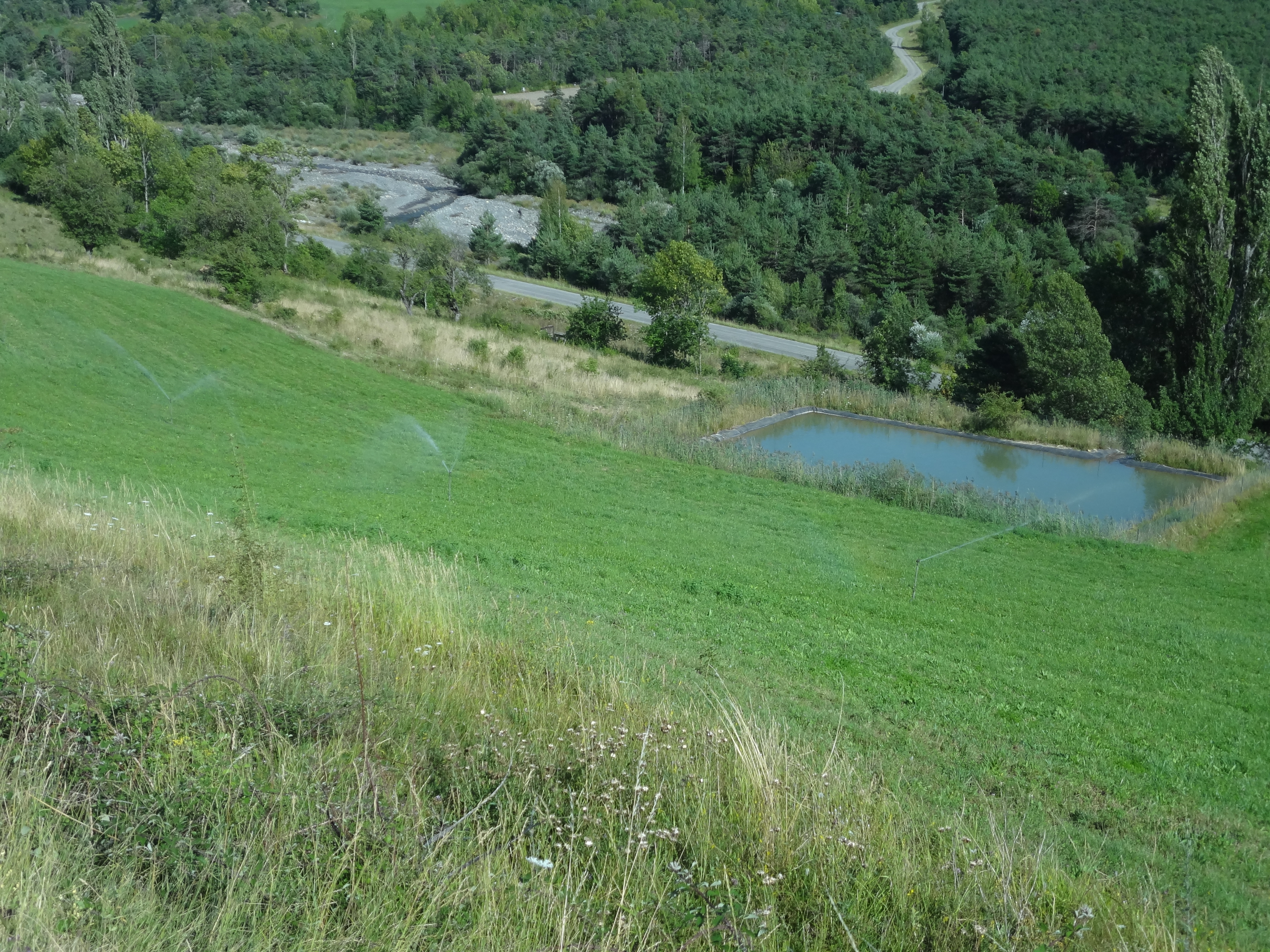
Prairie irriguée à Bayons.

La commune de Bayons possède un label Appellation d'origine contrôlée (AOC) (Huile essentielle de lavande de Haute-Provence) et neuf labels Indication géographique protégée (IGP) (Pommes des Alpes de Haute-Durance, Miel de Provence, Agneau de Sisteron, Alpes-de-haute-provence (IGP) blanc, rouge et rosé et VDP de Méditerranée blanc, rouge et rosé).

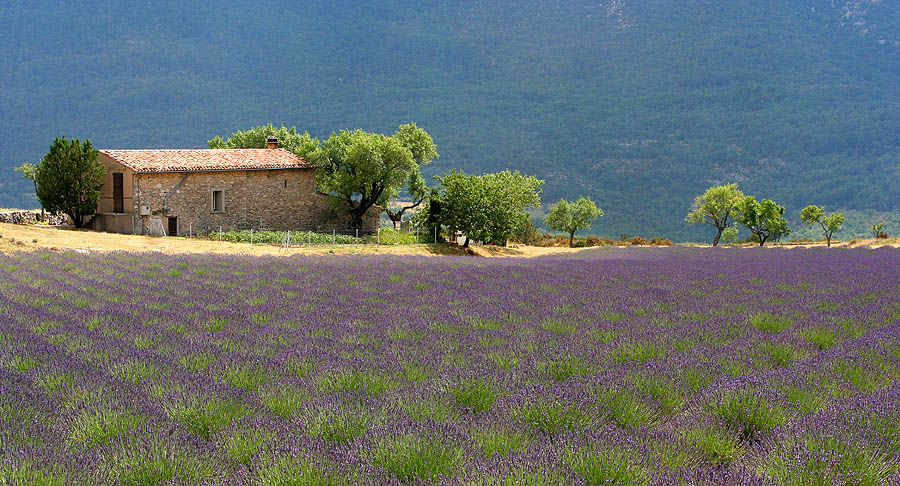
Champ de lavande.
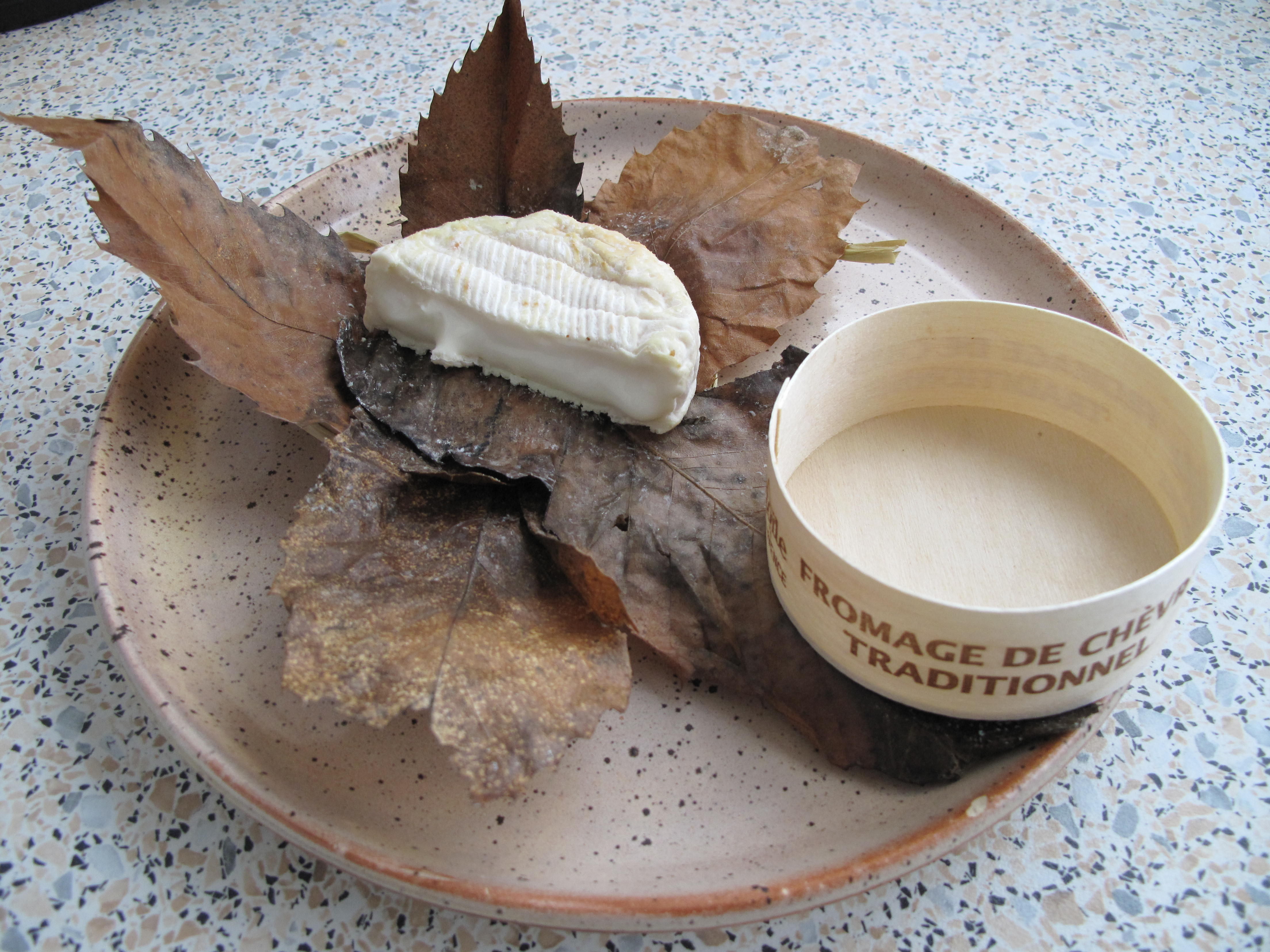
Fromage AOC banon.
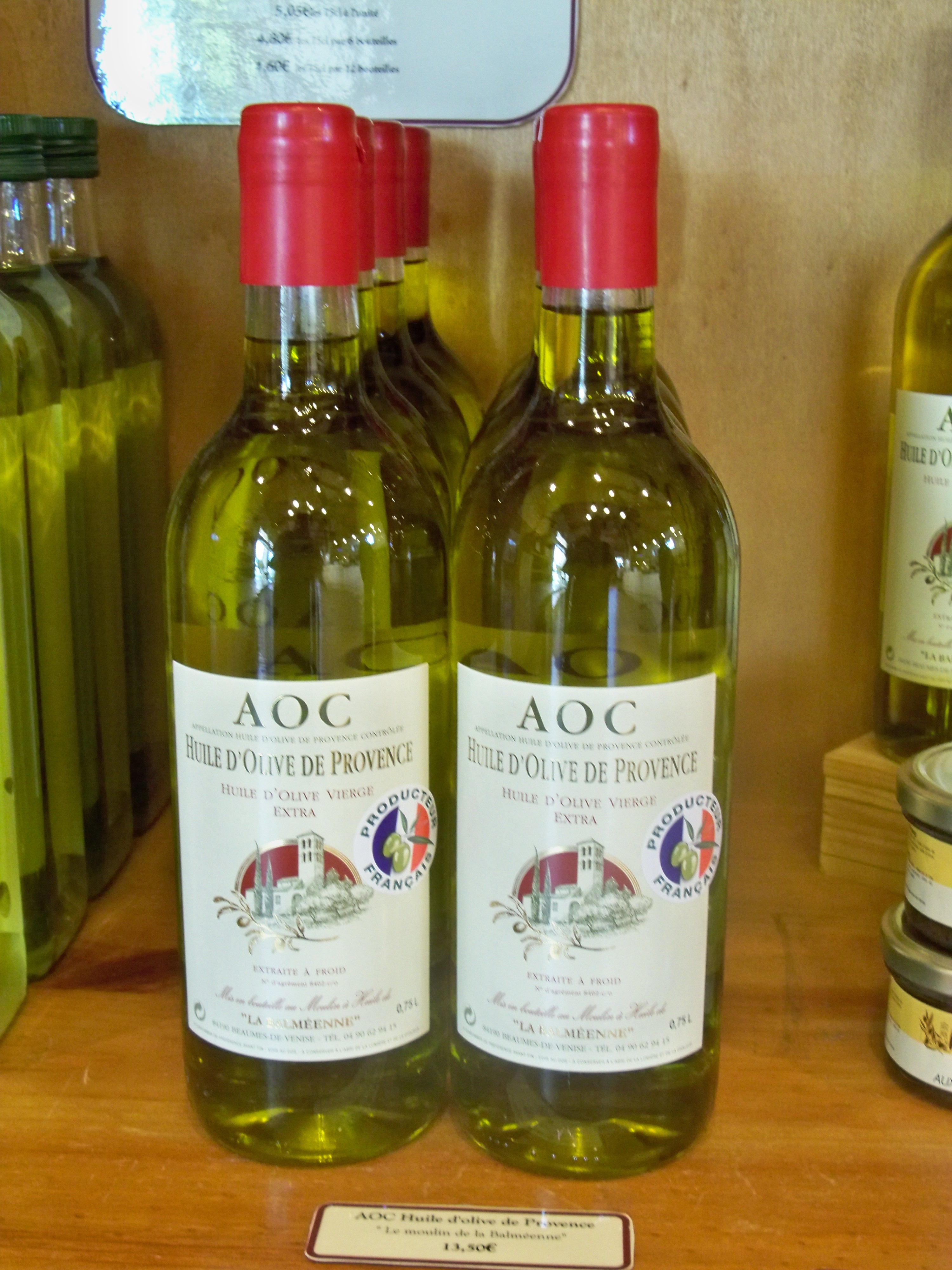
Huile de Provence AOC.
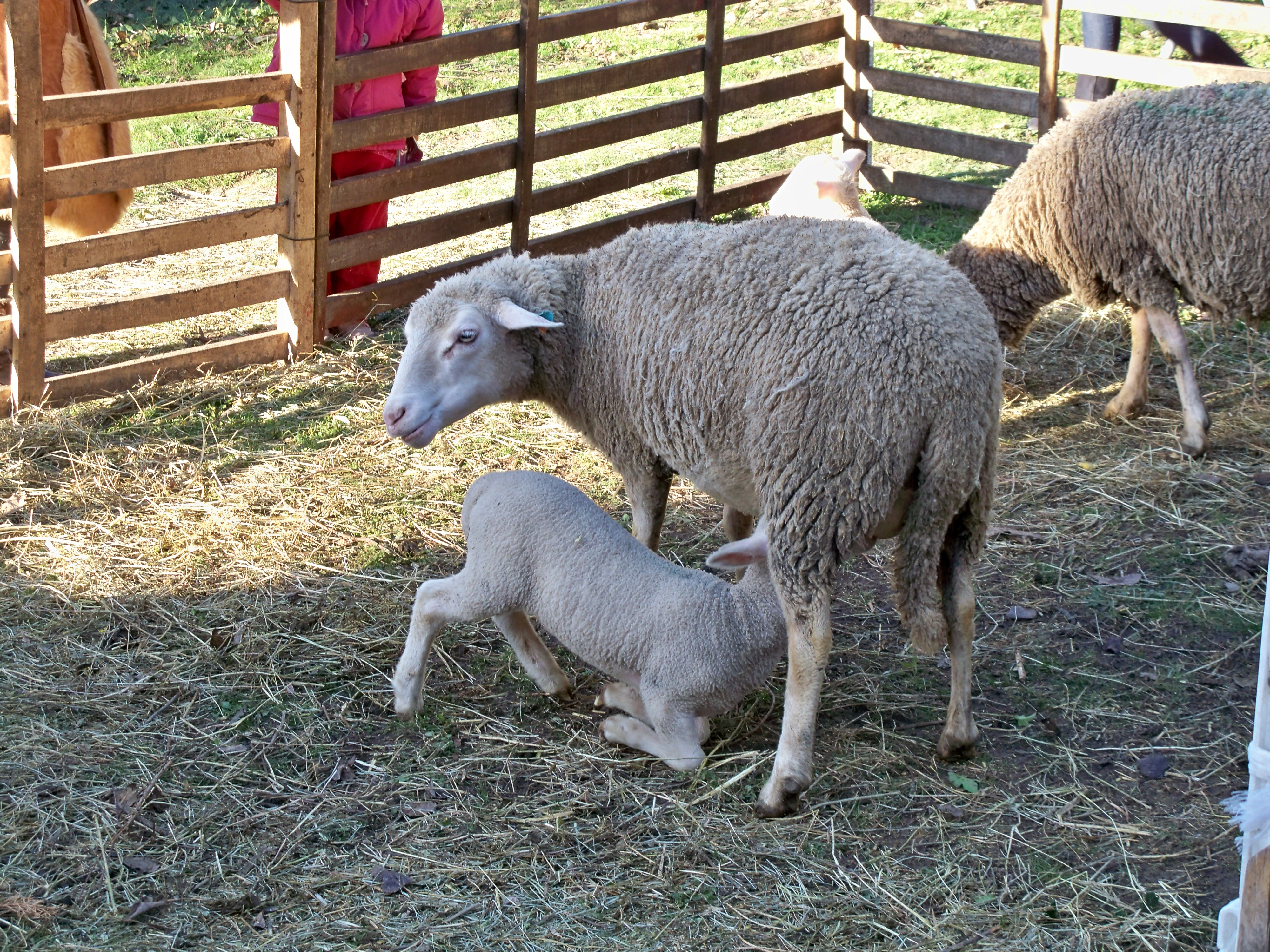
Agneau de Sisteron élevé sous sa mère.
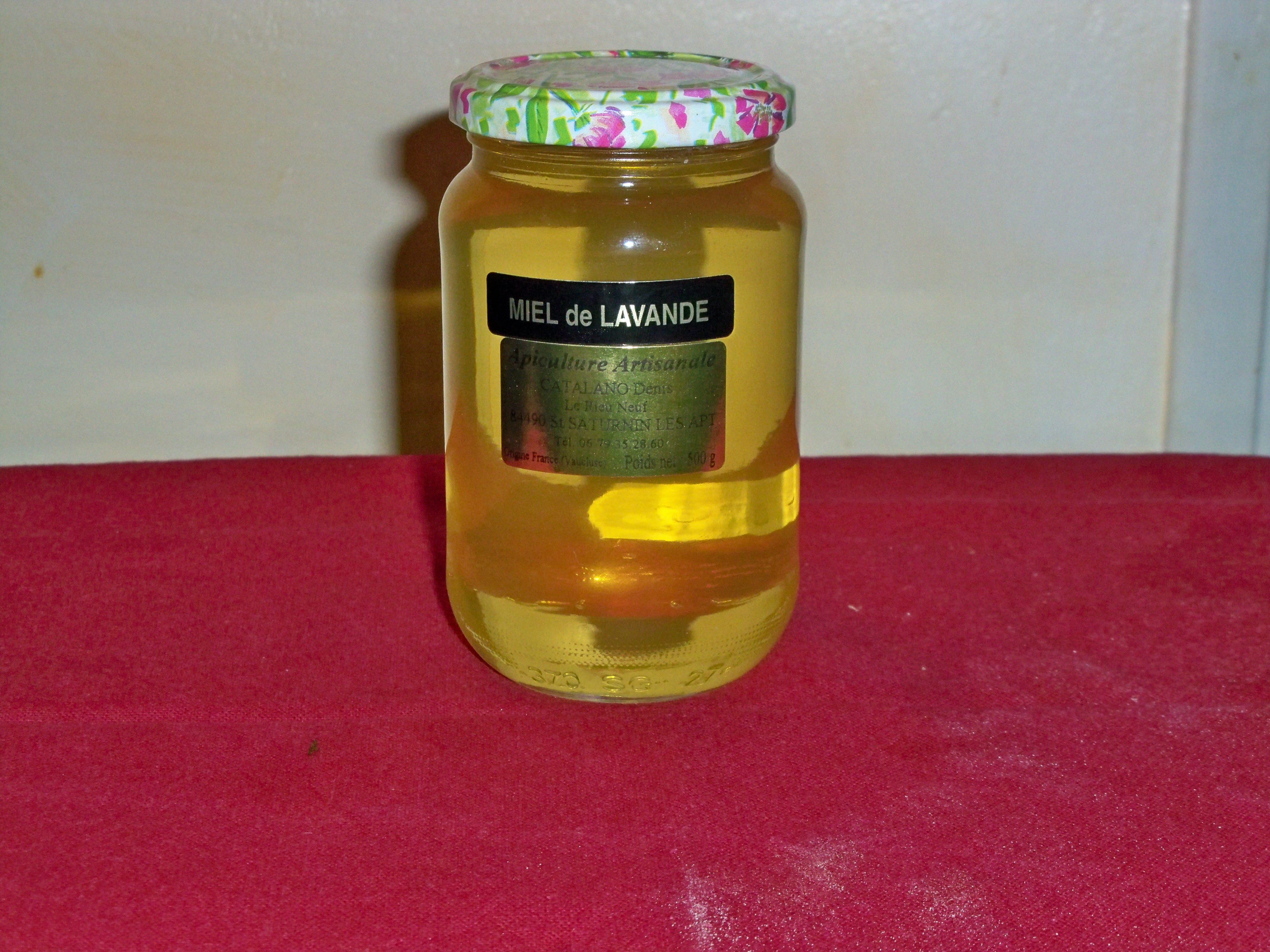
Miel de lavande.
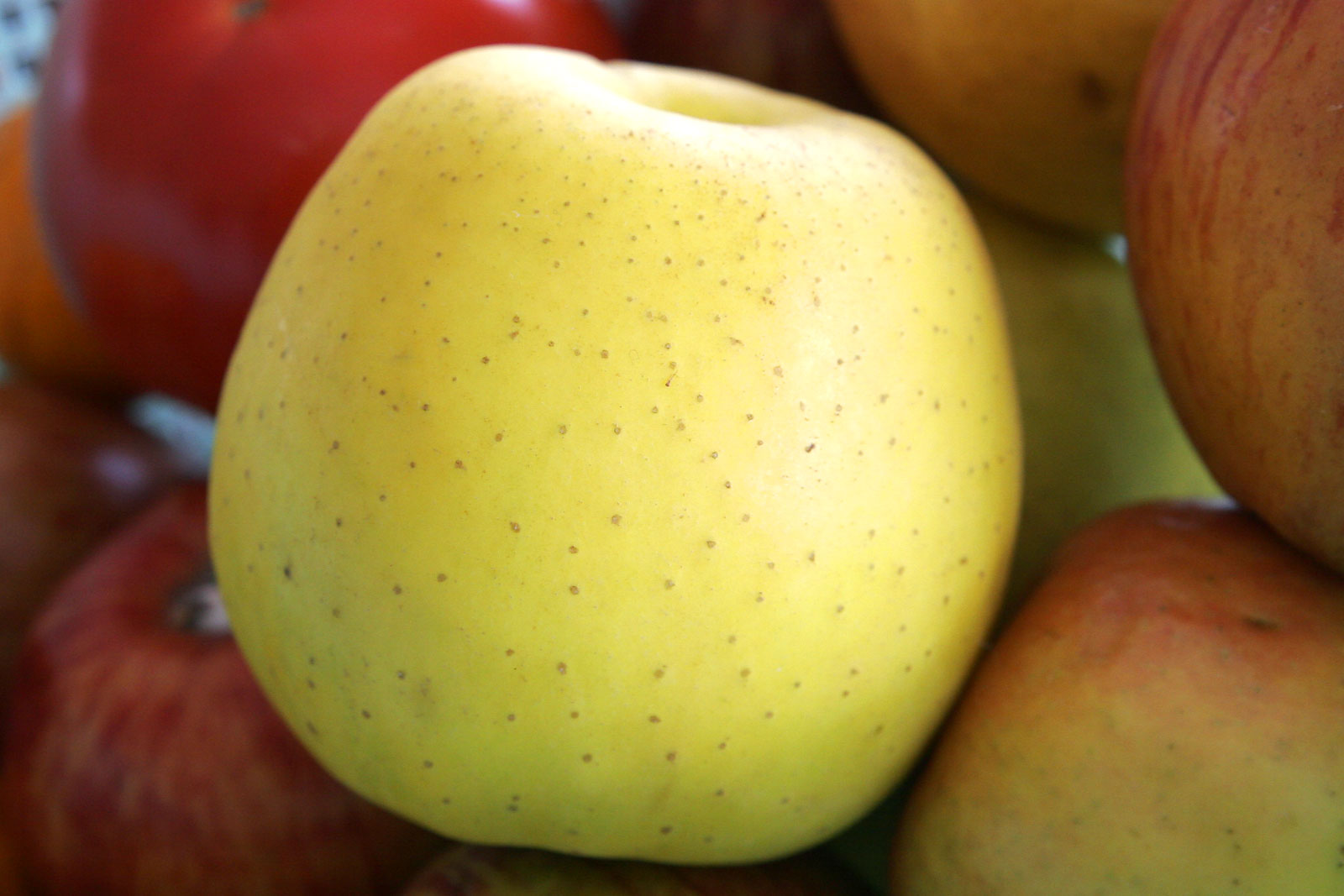
Golden et gala.

La culture de la lavande, désormais mécanisée et bénéficiant d’un marché organisé et d'une AOC pour l’« huile essentielle de lavande de Haute-Provence » depuis 1981, n’a pas vu sa production relancée dans la région[Par exemple ?].
Le lait produit dans les élevages de chèvre de races provençale, rove et alpine peut servir à la fabrication du fromage d’appellation banon AOC.
L'huile d'olive de Provence est protégée par une appellation d'origine contrôlée (AOC) depuis 2007[Par exemple ?].
L’agneau de Sisteron est une appellation label rouge protégée depuis 3 janvier 2005,.
Le miel de Provence est protégé par un label rouge associé à une indication géographique protégée, tant pour le miel toutes fleurs que pour le miel de lavande et lavandin[Par exemple ?].
Les pommes des Alpes de Haute-Durance ont obtenu une Indication géographique protégée en 2010[Par exemple ?].

### Industrie

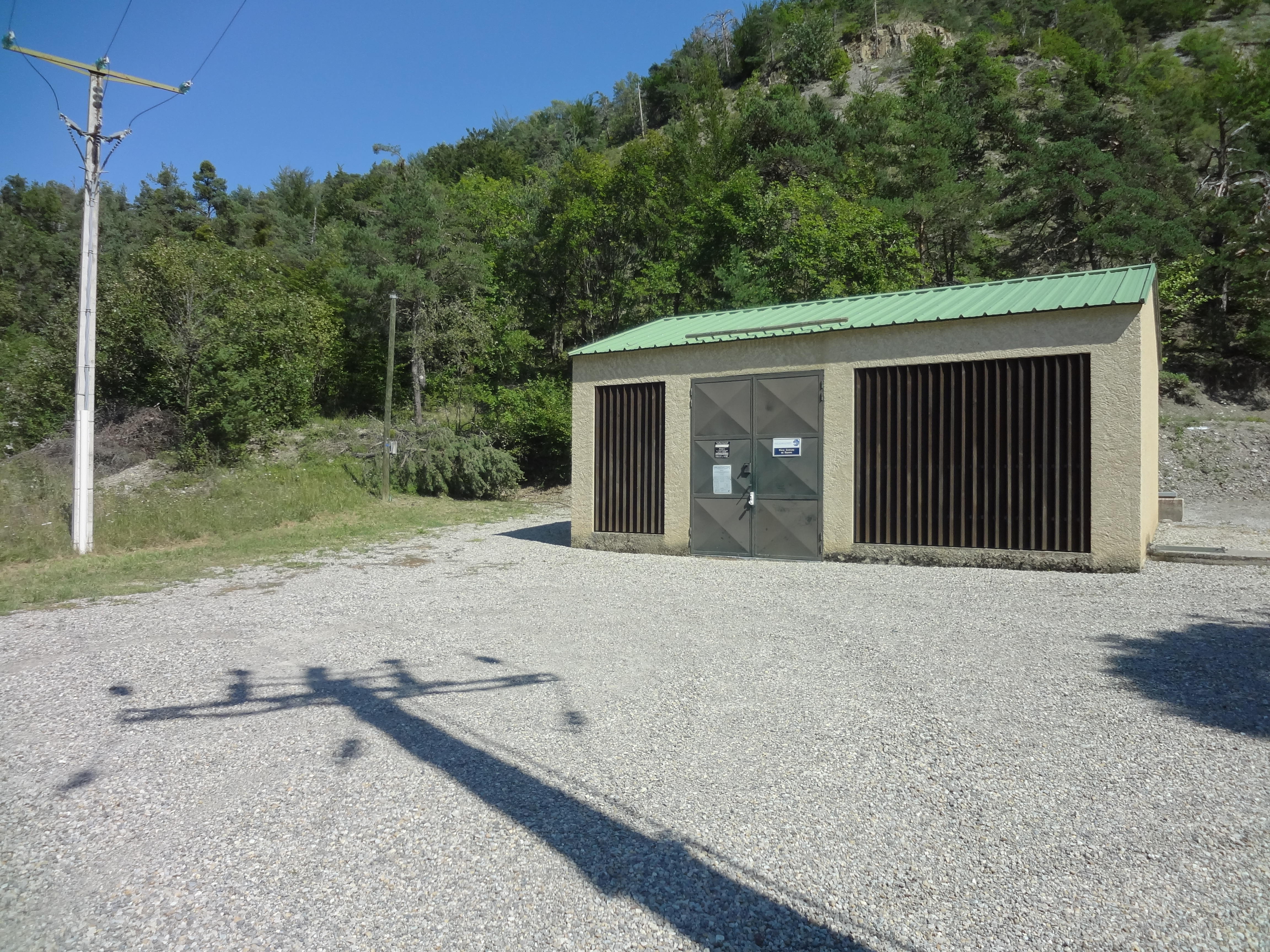
Micro-centrale utilisant les eaux du ruisseau des Tines (ancienne commune d’Esparron-la-Bâtie).

Fin 2010, le secteur secondaire (industrie et construction) comptait 3 établissements, employant 3 salariés.
Une micro-centrale hydroélectrique est implantée depuis la fin des années 1980 sur le riou des Tines (ancienne commune d’Esparron-la-Bâtie).

### Activités de service
Fin 2010, le secteur tertiaire (commerces, services) comptait 7 établissements, sans emplois salariés, auxquels s'ajoutent les trois établissements du secteur administratif, sanitaire et social et de l’enseignement (salariant 24 personnes).
D'après l’Observatoire départemental du tourisme, la fonction touristique est importante pour la commune, avec entre 1 et 5 touristes accueillis par habitant, l'essentiel de la capacité d'hébergement étant non marchande. Plusieurs structures d'hébergement à finalité touristique existent dans la commune :
- un hôtel en 2007[110], non classé[111] ;
- plusieurs meublés[112] ;
- des chambres d’hôtes[113],[114].

Ce sont néanmoins les résidences secondaires qui pèsent le plus lourd dans la capacité d'accueil(les 135 résidences secondaires comptent pour 45 % des habitations de la commune).

## Culture et traditions
Quand les communes étaient distinctes, les habitants de chacune étaient dotés de sobriquets : ceux de Bayons étaient dits les Muets ; ceux de Reynier les Poutrouriers ; ceux d’Astoin les Pleidiaires (« les plaideurs ») ; et ceux d’Esparron les Meishiras.
Le premier jour des Rogations, une procession partait de Bayons pour aller jusqu’au Forest, puis revenait.

## Lieux et monuments
- Itinéraire de découverte : le Sentier des Contes, au Pays des-rochers-qui-parlent .

Sur la place, une maison à deux étages de fenêtres cintrées, a pu être une maison seigneuriale . À Esparron, le château date du XVIIIe siècle.
Au-dessus du village de Bayons, une tour rectangulaire à moitié écroulée subsiste sur un éperon rocheux, des XIIIe ou XIVe siècles .

### Notre-Dame-de-Bethléem de Bayons

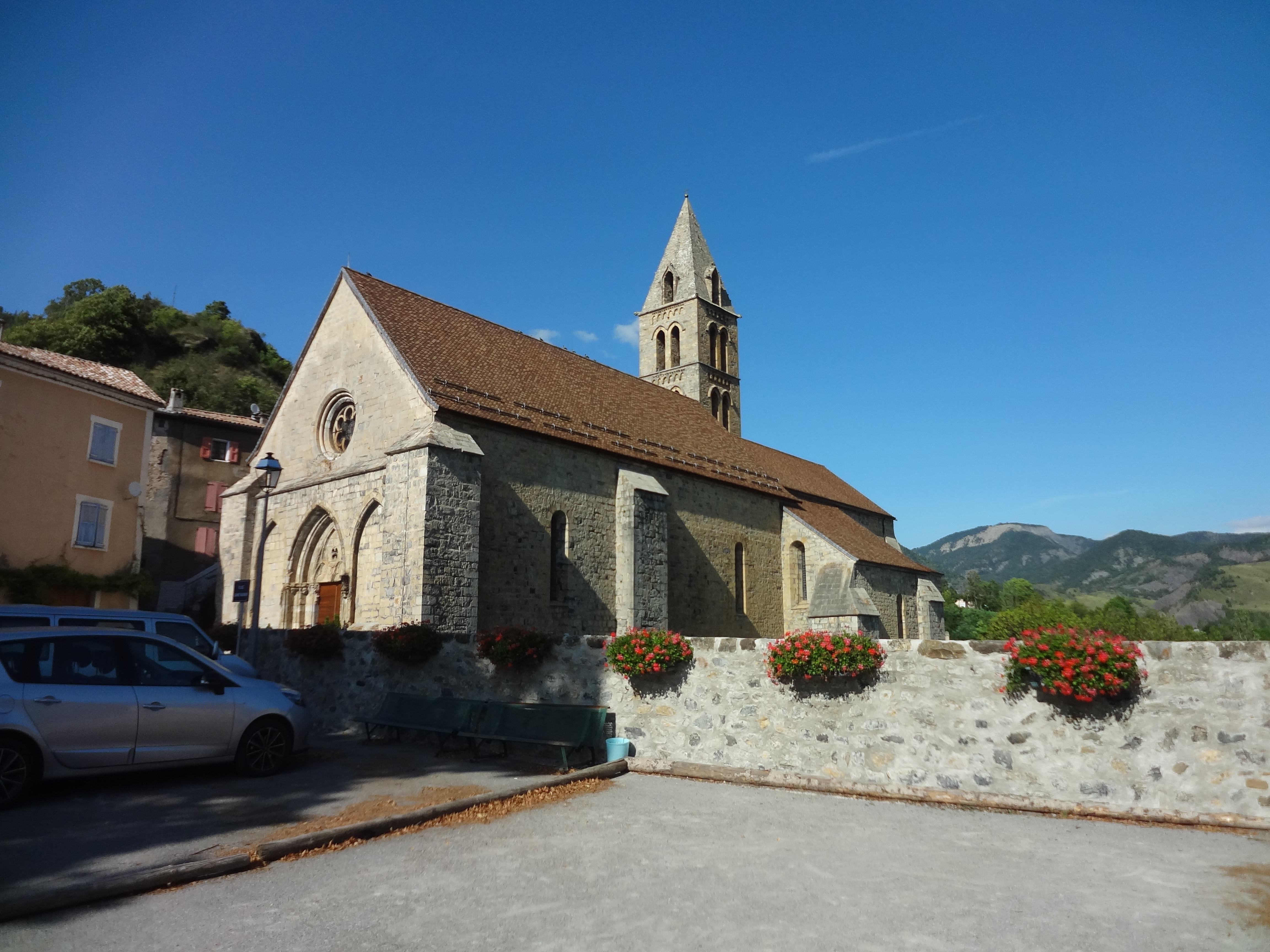
L’église Notre-Dame-de-Bethléem.

L’église paroissiale Notre-Dame-de-Bethléem, du XIVe siècle, est classée monument historique. Très grande pour le village (35 m de long pour 9 m de large, et une hauteur sous nef de 15 m), elle abritait un prieuré de l’abbaye de l'Ile-Barbe ,. De style roman aux influences gothiques, elle est selon Marc de Leeuw l’édifice où l’art alpin du XIIIe siècle manifeste le plus de finesse. Sa façade est divisée par des contreforts, le chœur est flanqué de chapelles latérales, le chevet est plat . Les baies de l’abside, de grande taille, et l’œil-de-bœuf de la façade occidentale, donnent une belle lumière dans l’église et sur le bénitier installé au centre de la nef. Les chapiteaux sont ornés de feuillages, fleurons, trilobes .
Les voûtes ont été refaites plusieurs fois : celle du chœur au XIVe siècle, celle de la nef en 1664 . D’autres travaux de réfection globale ont lieu de 1664 à 1689, puis le clocher est réparé en 1724, et une horloge lui est ajoutée en 1742. De nombreuses autres réparations ont lieu tout au long du XXe siècle, et les toitures sont restituées dans leurs pentes d’origine en 1995.
Le retable du XVIIe siècle, peint par Nicolas Mignard, classé au titre objet, est très richement décoré, l’Adoration des mages est représentée sur trois compartiments  et classée également. La cloche date de 1510, elle aussi est classée au titre objet ,. Les fonts baptismaux, détruits, dataient du XVIe ou XVIIe siècle, et étaient classés. Un tableau d’Antoine Antonin, réalisé en 1750, représente saint Blaise, patron de Bayons.

### Églises et chapelles
L’église d’Astoin est placée sous le vocable de Sainte-Anne, l’ancienne église du castrum était consacrée à Saint-Michel. La paroisse d’Astoin est unie à celle de Bayons dès 1711.
L’église d’Esparron est placée sous le vocable de Saint-Christophe et le patronage de saint Sébastien. L’ancienne église Saint-Vincent de Reynier, située sur la colline, est en ruines : c’est une ancienne chapelle choisie pour remplacer l’église paroissiale à la fin des guerres de religion, en 1599. Elle est remplacée par une autre église Saint-Vincent, construite en 1833.
Dans la Combe, les deux hameaux avaient chacun leur église et leur cimetière au XVIIIe siècle. Propriété privée, la chapelle de la Basse Combe, sous l’invocation des saints Jacques et Philippe, a été restaurée dans les années 1970. La chapelle Sainte-Marie-Madeleine à la Haute Combe est en ruines.
La chapelle Notre-Dame-Secours-des-Pécheurs de Baudinard est construite par les habitants en 1867-1868, pour le nouveau cimetière remplaçant l’ancien trop éloigné.

Églises de Bayons.
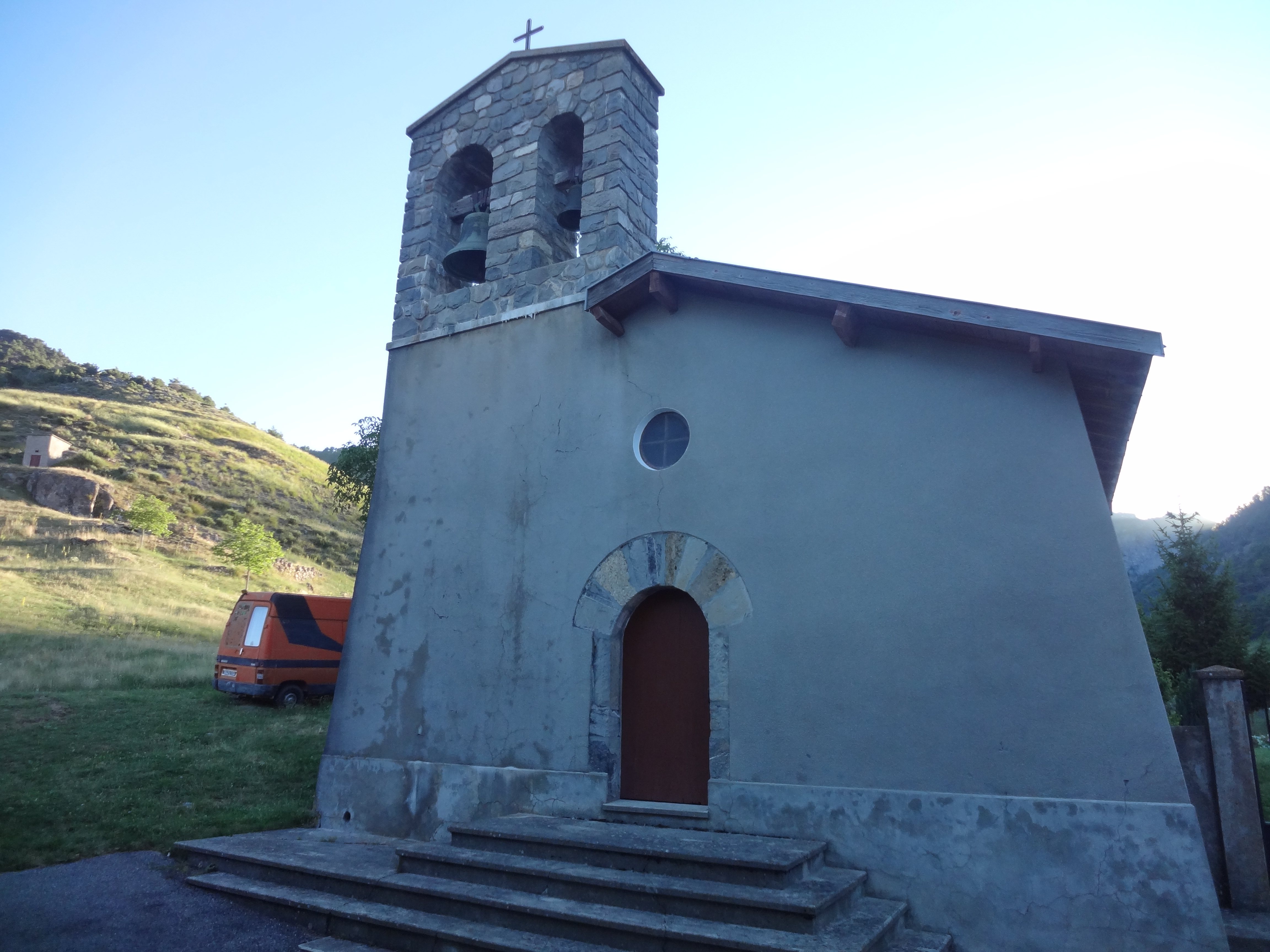
Église Sainte-Anne d’Astoin.
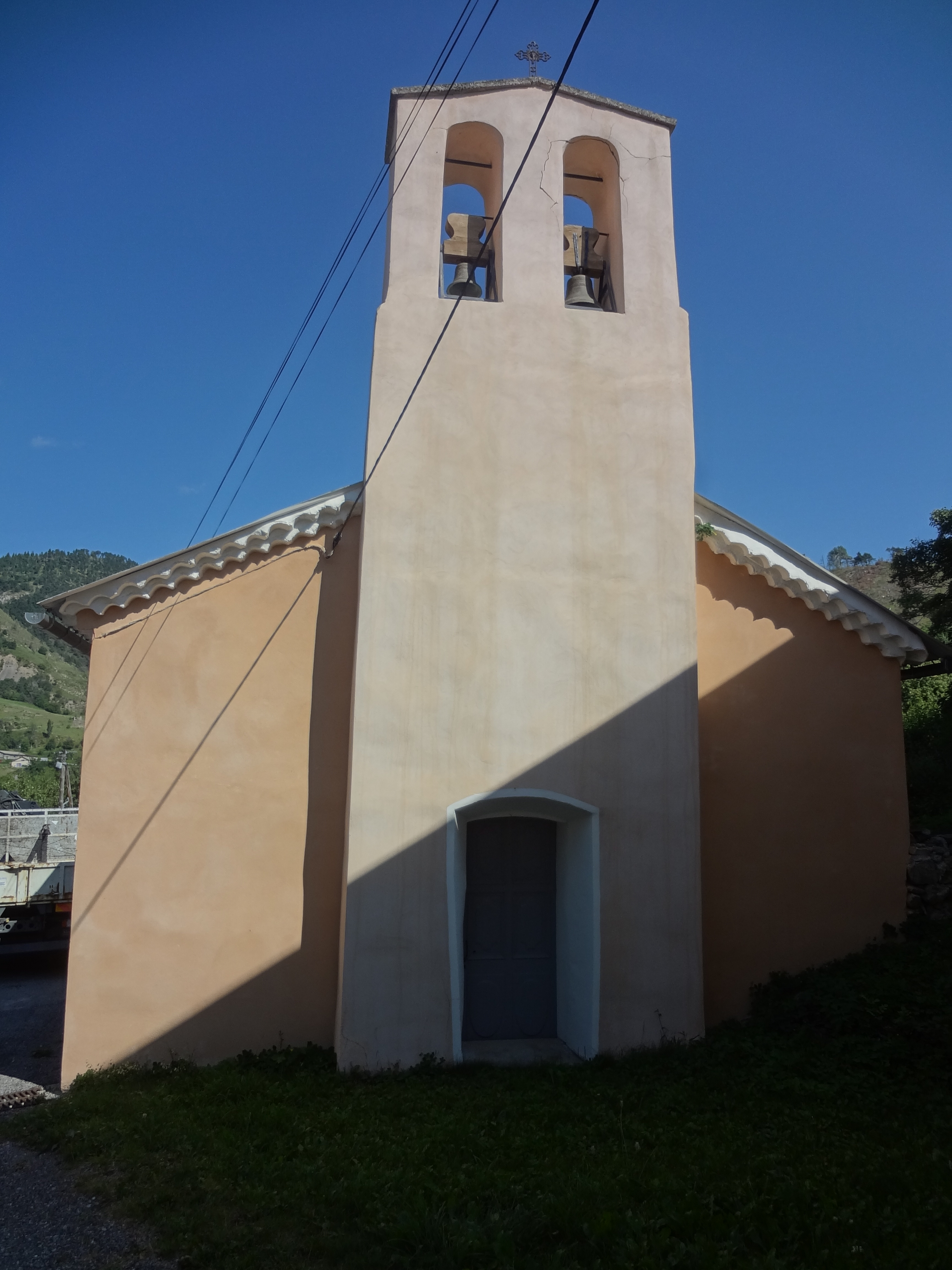
Église Saint-Christophe d’Esparron-la-Bâtie.
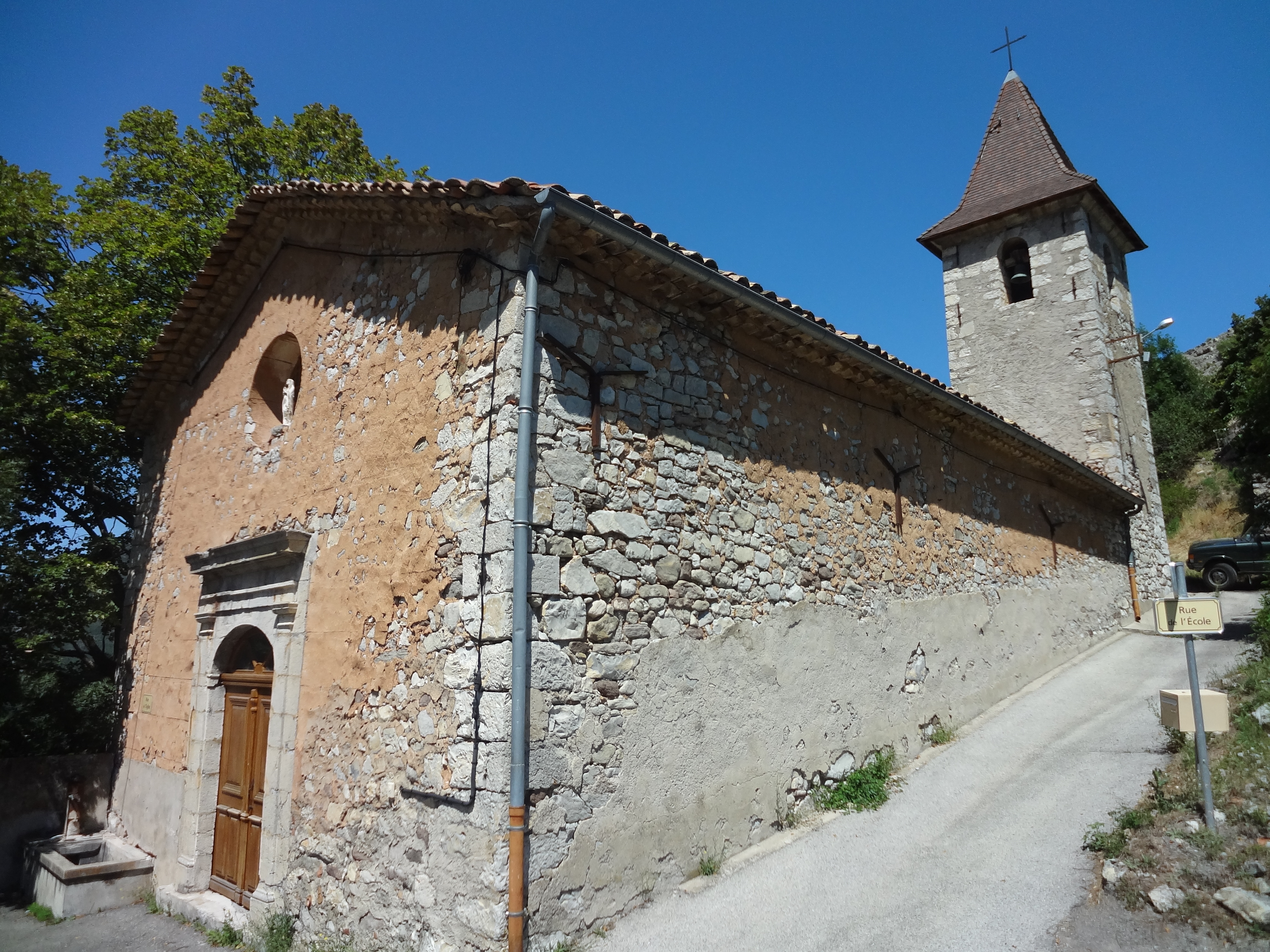
Église Saint-Vincent de Reynier.
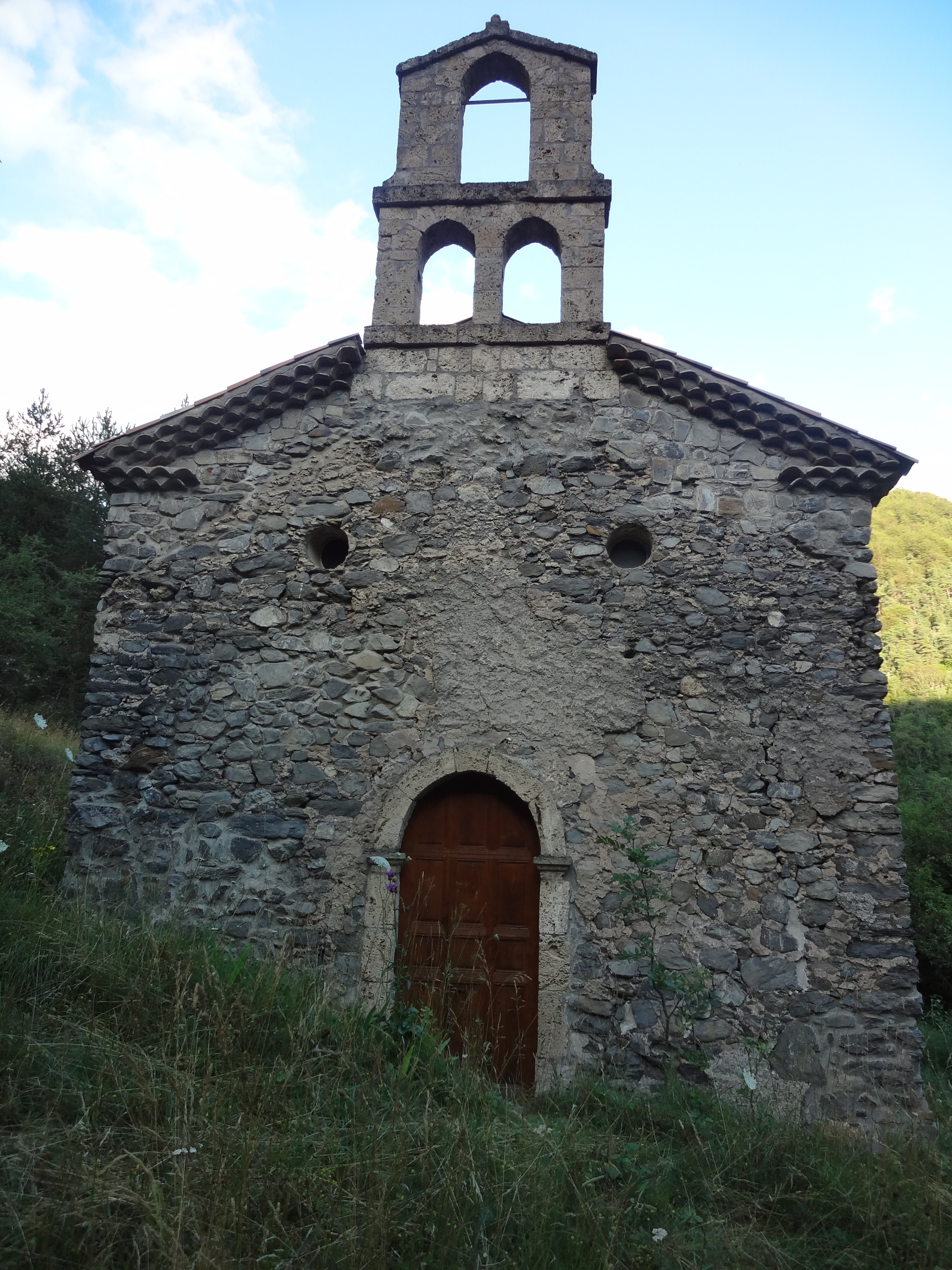
Chapelle Saint-Jacques et Saint-Philippe de Basse-Combe.
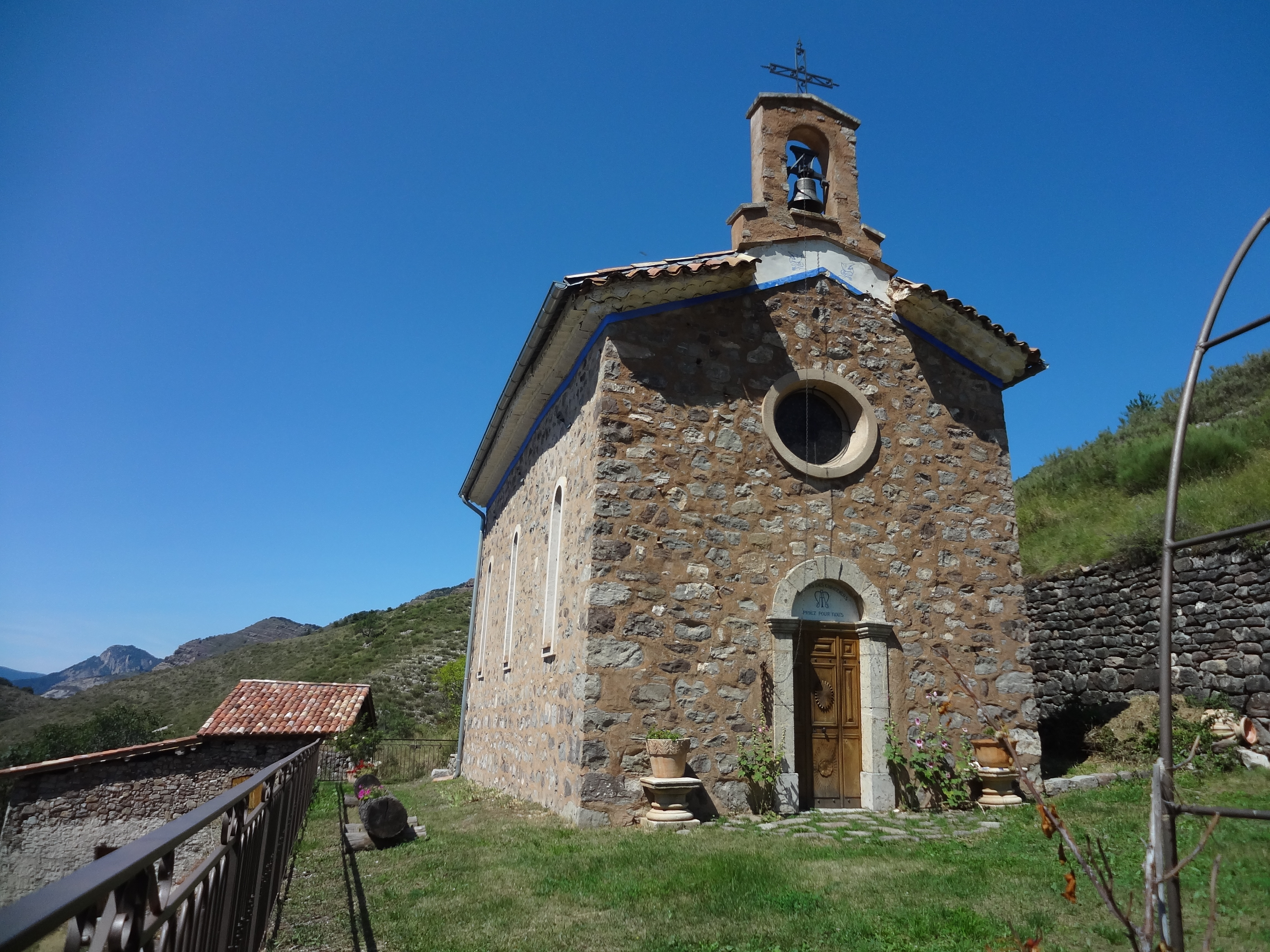
Chapelle Notre-Dame-Secours-des-Pécheurs à Baudinard.

### Héraldique
| Blason de Bayons | Blason  | D'azur à une fasce d'argent chargée du mot BAYONS en caractères de sable surmontée d'une autre fasce d'argent et accompagnée en pointe de deux étoiles d'or. |
| Blason de Bayons | Détails | Le statut officiel du blason reste à déterminer. |